# Sveriges historia
Sveriges historia inleddes då det landområde som nu utgör Sverige befolkades efter senaste istiden. Det område som i dag utgör södra Sverige var sannolikt bebott i de perioder under senaste istiden när landisen inte täckte hela området. Historiska kronologier inleds dock vanligen med bosättningen av Skandinavien när isen drog sig tillbaka för gott, vilket tog sin början för omkring 13 000 år sedan. Landet bosattes först söderifrån via vad som i dag är Danmark, och för 10 000 år sedan norr ifrån. Inflyttning skedde sedan från flera väderstreck, och hela dagens Sverige var befolkat några tusental år senare. En stor förändring inträffade när den jordbrukande trattbägarkulturen inflyttade med början för cirka 6 200 år sedan, liksom med bronsålderns och järnålderns inträde.
Namnen Svearike (Swēorice) och svitjod ("sveafolket") förekommer första gången i det anglosaxiska Beowulfkvädet (i en handskrift bevarad från 1000-talet), och förmodas ursprungligen ha använts som benämning på en statsbildning av okänd storlek med centrum i Gamla Uppsala, styrd av svear (folkgrupp troligen första gången omnämnd i skrift av den romerske historikern Tacitus år 98 e.Kr. som "svioner"). 

## Territorium

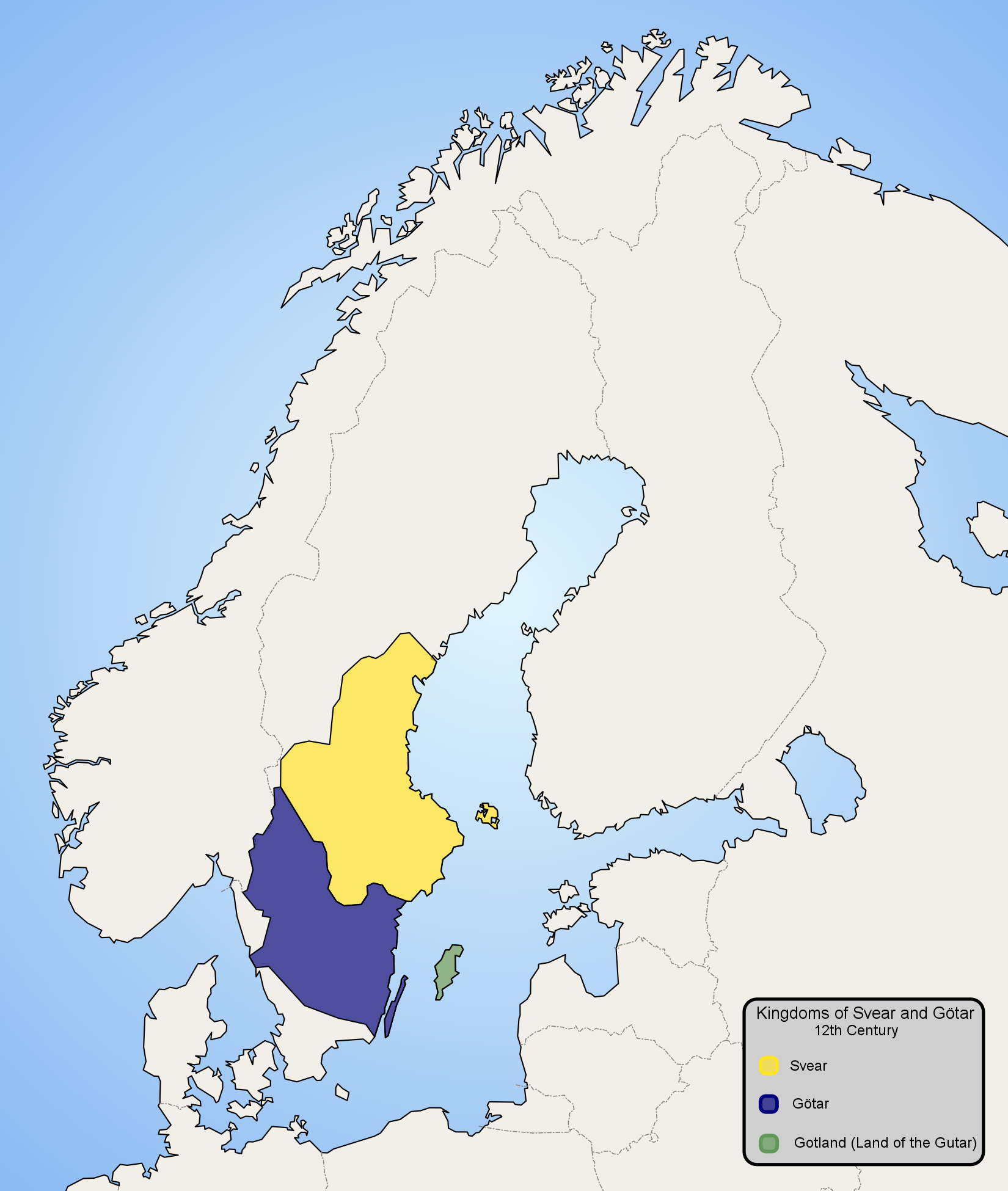
Sverige på 1100-talet, före införlivningen av Finland.  Svear   Götar  Gutar
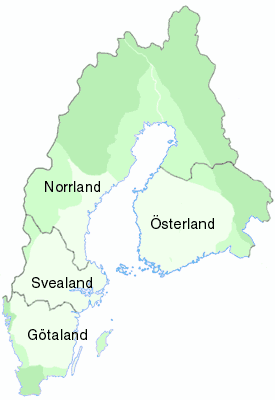
Sveriges historiska landsdelar (gråa gränser). Olika expansionssteg har olika nyanser. De ljusaste områdena visar Sveriges ungefärliga utsträckning på 1200-talet och tidigt 1300-tal. Den nuvarande riksgränsen mot Finland är vit.)
Karta över Svenska stormaktsväldets utveckling och besittningar mellan 1560 och 1815.

Sverige under äldre medeltid bestod av flera löst sammanhängande områden. Strax innan och under äldre medeltid var landskapen i Mälardalen (Svealand) och runt Vättern (Götaland) oftast enade under samma kung. En svensk kolonisering av Finlands kustområden inleddes senast på 1250-talet, och efter freden med Republiken Novgorod 1323 tillhörde västra Karelen Sverige. Österlands röstberättigade deltog i valen av svenska kungar från 1362. Gutar var redan innan medeltiden oberoende i förbund med svear, och under svensk kung en period på 1300-talet, fram till att ett trehundraårigt danskt styre av Gotland inleddes 1361. År 1331 accepterade dåvarande Hälsingland (inklusive dagens Medelpad och Ångermanland) kungens beskattning, norra Norrlands kustlandskap började koloniseras av svensktalande på 1300-talet, och Lappland på 1600-talet. I Nöteborgstraktaten 1323 fastställdes Pyhäjoki älv i Österbotten som gräns mellan Sverige och Republiken Novgorod.
Under 1400-talet ingick Sverige i Kalmarunionen, även om landet stundom hade en egen kung eller styrdes av riksföreståndare. Under första delen av 1500-talet frigjorde sig landet slutligen från unionen.
Under stormaktstiden på 1600-talet expanderade Sverige. Många av de områden som erövrades gick sedermera förlorade under 1700-talet, som Kexholms län, Ingermanland, Estland och Livland till ryssarna, Bremen-Verden till Hannover. Dessutom förlorades även det sedan medeltiden svenska Viborgs län till Ryssland. Bornholm och Trondheims län, som erövrades 1658, förlorades dock redan 1660. Emellertid har Jämtland och Härjedalen, samt Gotland, Skåne, Blekinge, Halland och Bohuslän, varit under svenskt styre sedan mitten av 1600-talet.
Under den tidiga delen av 1800-talet lämnade slutligen även Finland och Åland, samt de övriga områdena utanför Skandinaviska halvön det gemensamma riket. 1814 tvingades Norge in i en personalunion som upplöstes 1905. Sedan 1815 har Sverige haft fred, med en alliansfri utrikespolitik under fred syftande till neutralitet under krig.

## Sveriges förhistoria

Bosättningar under äldre stenålder.
Bondekultur (ljusgrönt) under yngre stenålder.
Bosättningar under bronsåldern.
Fasta bosättningar (bondekultur) under yngre järnålder (folkvandrings-, vendel- och vikingatid).
Fasta bosättningar under senmedeltid.

Ancylussjön omkring 7500 f. Kr. De sista resterna av inlandsisen syns i vitt.

Sveriges förhistoria startade när de första människorna kom till Sverige, vilket skedde för ungefär 14 000 år sedan. Den förhistoriska tiden anses sluta efter vikingatiden runt 1050 e.Kr.

### Stenålder

#### Paleolitikum (13000–10000 f.Kr.)
Största delen av senare Paleolitikum (sista delen av äldre stenålder) i Sverige utspelade sig under Weichselistiden. Landet var helt täckt av is, och även om det är troligt att det under de perioder när landisen tillfälligt drog sig tillbaka fanns människor i södra Sverige, har inte detta kunnat bevisas då inlandsisen har genom sina rörelser förändrat landskapets lösa jordarter och undanröjt alla spår av aktiviteter. 
De första människorna i Sverige hade bosättningar i Skåne och länge var en boplats Segebro nära Malmö Sveriges äldsta boplats. Segebroboplatsen tillhör brommekulturen. I början av 1990-talet grävdes flera äldre boplatser vid Finjasjön och en av dessa kallas Möllerödboplatsen och är från den tid då isen började smälta bort från området för ungefär 14 000 år sedan. Invandrarna var oftast i huvudsak renjägare och spred sig över nordvästra låglandet i Europa från områden i Europa som inte var istäckta under istiden. Lämningar från senpaleolitikum, finns främst i Skåne. Vanligt förekommande djur under denna tid var bland andra ren, varg och hare, samt arter som vildhäst, visent och uroxe som senare minskade på grund av klimatförändringarna som förändrade vegetationen från tundra till skogar. Arterna ullhårig noshörning, mammut och jättehjort har inte spelat någon roll i jakten i Sverige även om de tidigare jagats i Europa. Under mesolitikum tvingades jägarna jaga djur i skogen som kronhjort, rådjur och vildsvin och de tvingades ändra sitt levnadssätt under mesolitikum till mera inriktning mot fiske.

#### Mesolitikum (10000–4000 f.Kr.)

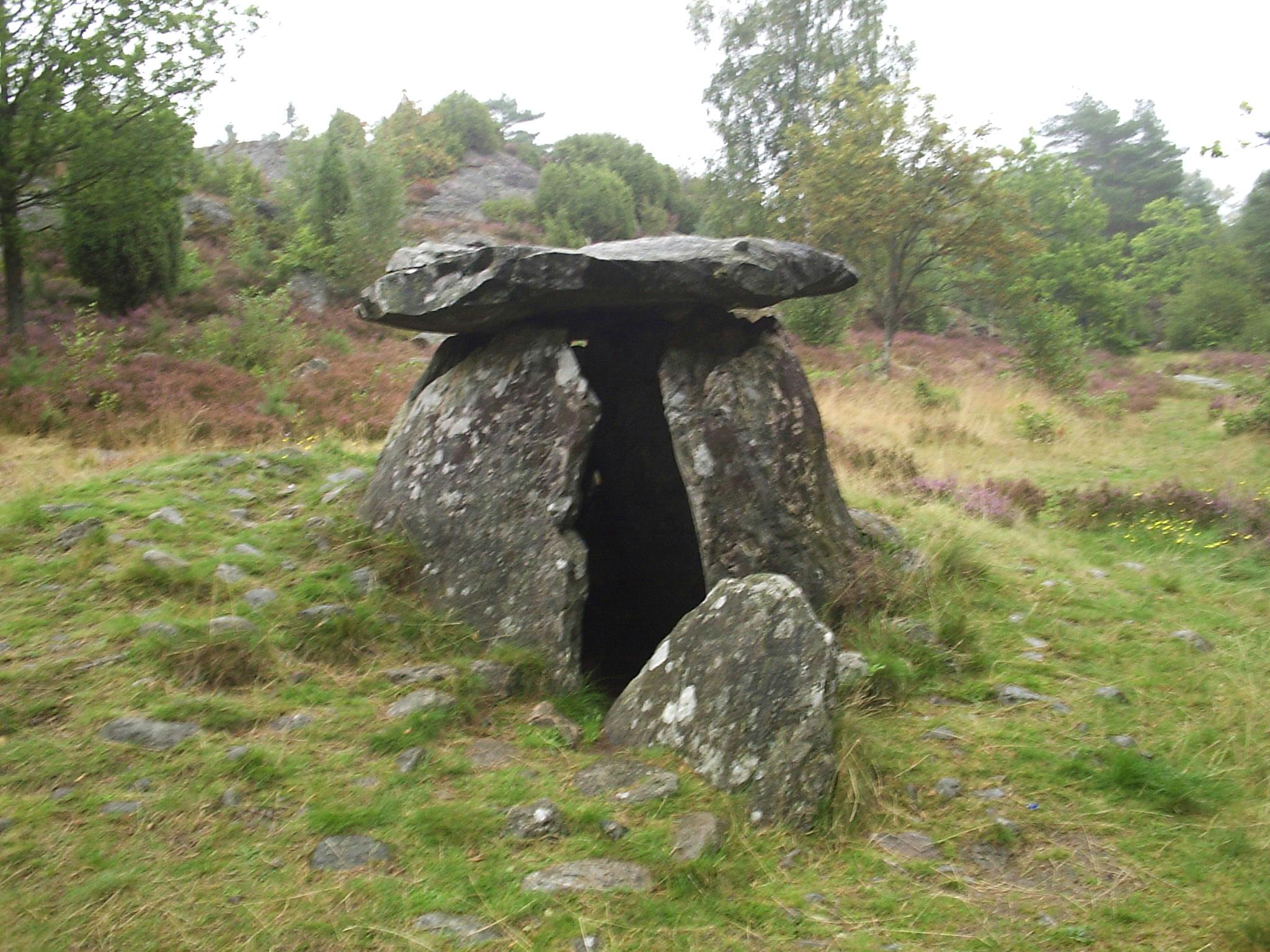
Hagadösen på Orust en av hundratalet liknande gånggrifter som återfunnits i Sverige.

Eftersom vegetationen och därmed faunan förändrades var invånarna under mesolitikum (mellanstenålder) tvungna att förlita sig till jakt av skogsvilt, småvilt och fiske. Stora delar av Mellansverige låg under vatten och isen härskade fortsatt i Norrland, Enbart områden 75 meter och mer över havet var därför land i Mellansverige under äldsta mesolitisk tid. Havets utbredning och tundrahjordarnas försvinnanande gjorde att de marina resurserna fick stor betydelse. Sjöar som Vänern och Vättern är smältvattensamlingar som har motsvarigheter i de stora sjöarna i Nordamerika, och de mellansvenska ändmoränerna har dämt upp många sjöar, liksom rullstensåsarna från isälvarna. Från denna tid finns de äldsta beläggen för boplatser i Norrland: Aareavaara och Kangos i Pajala kommun och Dumpokjauratj i Arjeplogs kommun (9 000–10 700 år sedan). De verkar ha nyttjats av renjägare som levde nära inlandsisens kant och som tros ha kommit dit från norr.

#### Neolitikum (4000–1700 f.Kr.)

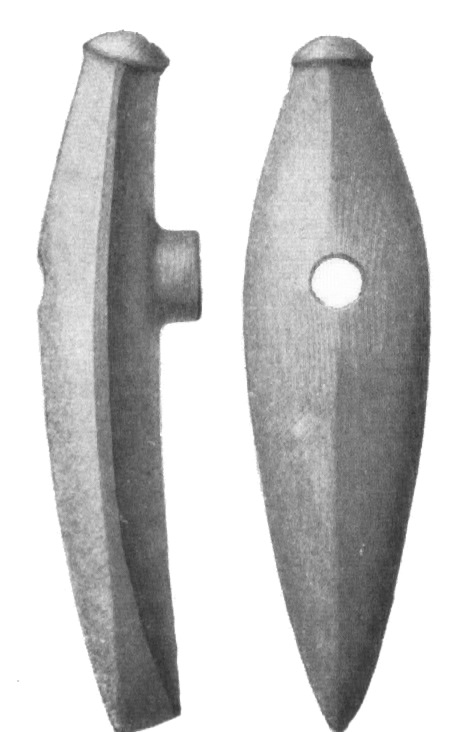
Båtyxa från Närke.

Under första delen av neolitikum (bondestenålder, yngre stenålder) vandrade en ny folkgrupp in i södra Sverige, den så kallade trattbägarkulturen, som försörjde sig på jordbruk och tamboskap som näringsresurs, framförallt genom odlandet av säd och boskapsskötsel. Denna grupp härstammade från bönder i Anatolien i nuvarande Turkiet och Syrien. De hade, sannolikt till följd av Svarta havets översvämningar, för omkring 10 000 år sedan spritt sig till södra Europa och sedan därifrån över stora delar av övriga Europa och Sverige. DNA-studier visar att jägarbefolkningen (som hade funnits i Europa sedan 40 000 år tillbaka) inte upptog DNA från bondebefolkningen, men bondebefolkningen upptog DNA från jägarbefolkningen men också från en tredje folkgrupp som inflyttade till Europa från Sibirien vid samma tid. Den äldre jägar-samlarkultur som redan bodde i Sverige fick leva sida vid sida med bönderna under ungefär tusen år, varefter jägarkulturen upphörde (förutom i Norrlands inland). Bondebefolkningen i Sverige kom att få ungefär lika stor andel DNA från Europas jägarbefolkning som från den invandrade bondebefolkningen.
Ytterligare en våg av jägarbefolkning nådde Europa för 5 000 år sedan och var stäppherdar från nuvarande Ryssland och Ukraina. Därefter har inga stora migrationer skett till Europa fram till modern tid. De förde med sig en kultur som kallas yamnaya med fokus på får och ylle, nya gudar och en ny syn på egendom och arv. De gav upphov till stridsyxekulturen i södra Sverige-Norge, vilket var upptakten till bronsålderns dramatiska förändringar.
Neolitikum delas traditionellt upp i tre perioder, tidigneolitikum, mellanneolitikum och senneolitikum. Under tidigneolitikum, som pågick mellan 3950 f.Kr. och 3300 f.Kr., övergick befolkningen ifrån att bestå av jägare-samlare till att bestå av bönder. Nya strukturer uppstod i samhället eller fick en ny innebörd, såsom revir och stamterritorier. Mellanneolitikum kallas vanligen den tid då den gropkeramiska kulturen är utbredd, ungefär från 3300 f.Kr. till 2350 f.Kr. Perioden delas upp i två underperioder. Under den första delen förekom även yngre trattbägarkulturen, vars äldre del inföll under tidigneolitikum. Den andra underperioden är samtida med stridsyxekulturen. Gropkeramiken är under perioden utbredd främst på Gotland men med inslag på den svenska östkusten, och huvudsakligen livnärde man sig på bondenäringar samt resurser från havet. Senneolitikums slutfas från 2300 f.Kr. kallas ibland kopparstenåldern (kalkolitikum), därför att enstaka kopparföremål börjar importeras. Eftersom perioden i norra Europa kulturellt liknar övriga stenåldern betraktas detta som del av senneolitikum, medan kalkolitikum är en separat period i sydeuropeisk arkeologi. Hierarkier blir emellertid allt tydligare i det arkeologiska materialet. Detta har bland annat synts i den blandning av stora och små hus som kunde finnas i samhällena.
 Under perioden uppfördes ett antal megalitiska monument, såsom dösar, gånggrifter och hällkistor.
Världens äldsta skida, kalvträskskidan, har hittats i byn Kalvträsk sydväst om Skellefteå i Västerbotten, och är daterad till 3200 f.Kr.

### Bronsålder (1700–500 f.Kr.)

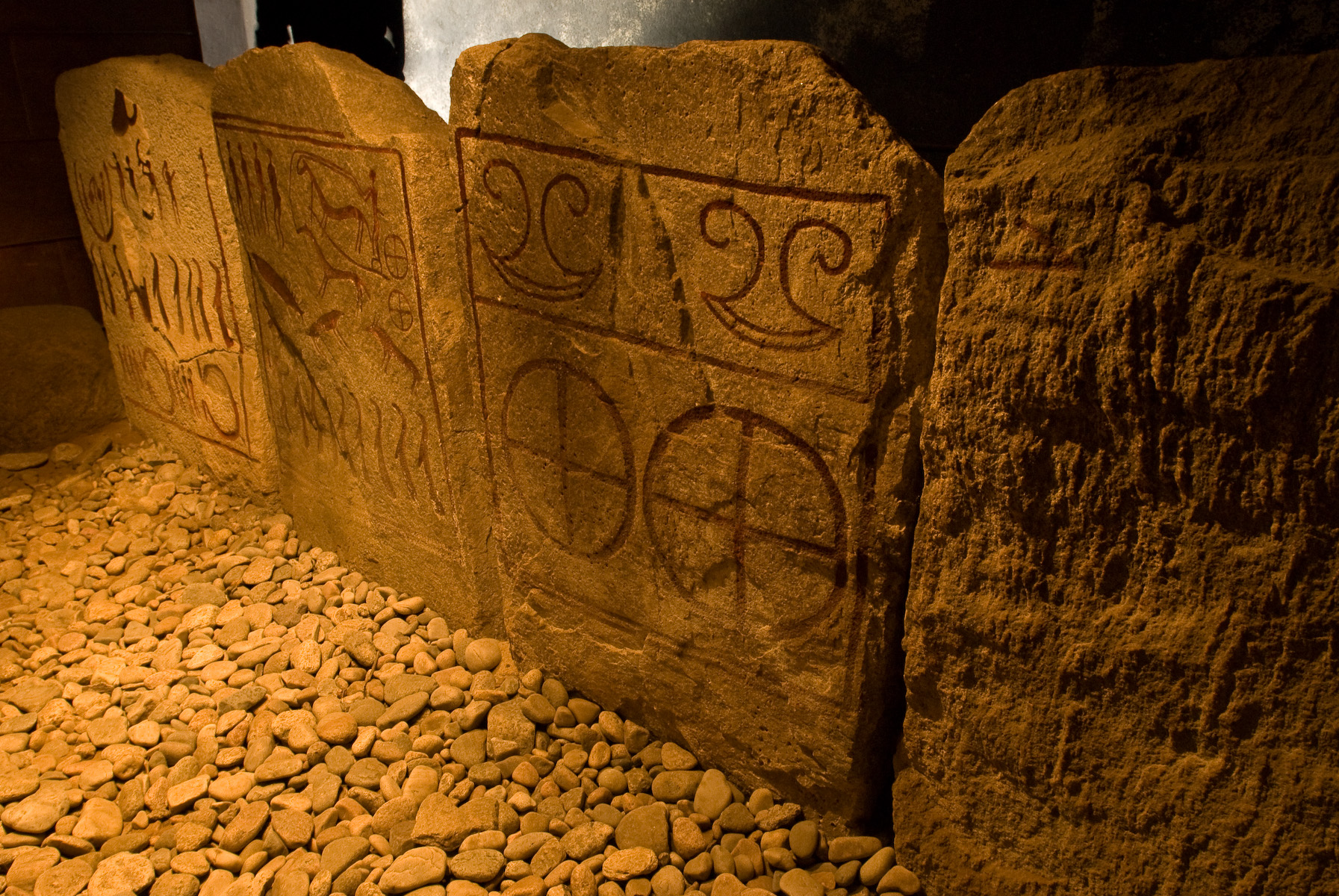
Ristningshällar från Kiviksgraven, en gravplats från Bronsåldern.

Under bronsåldern ökade den internationella handeln markant, vilket kan ha varit på grund av hästens domesticering. Detta kan ha lett till att tenn började hämtas från England. Denna förenades med inhemsk koppar till brons, som var råmaterialet för redskap och vapen.

#### Äldre bronsålder (1700–1100 f.Kr.)
Under början av den äldre bronsåldern nådde den så kallade höggravskulturen till Sverige, där man begravdes i stora storhögar (i Skåne och Småland) eller gravrösen. Den tog även med sig nya hästdragna vagnar och stridsvagnar. Handeln tillsammans med de nya bronsvapen gjorde hövdingarna mycket mäktiga, vilket kan ses på dessas storhögar, däribland "Kungagraven i Kivik". Främst importerade man metall och salt, och exporterade bärnsten. Förutom hästarna var skeppen mycket viktiga i Sverige, vilket kan ses på hällristningar och liknande.

#### Yngre bronsålder (1100–500 f.Kr.)
Under den yngre bronsåldern började maktskiftningar ske vid Medelhavet, där grekerna bland andra utrustade soldater med vapen av järn i stället för av brons. Romarna utrustade dock officerarna med bronsvapen, men inte fotsoldaterna. Detta ledde till ett maktskifte, vilket ledde till brustna handelsförbindelser. I samband med detta nådde Urnefältskulturen till Centraleuropa. I Sverige bestod dock bronsåldern, och storhögar fortsatte att byggas i Skåne och Småland. Efter ett antal klimatförändringar mellan 850 f.Kr. och 500 f.Kr. blev klimatet kallare och våtare. Bronsåldern tog slut även i Sverige, och järn användes i stället för brons samtidigt som storhögar anlades mera sällan. Granskogen är sedan denna tid dominerande i Norrland, och odlingen och metallhanteringen nådde tidigt Norrland. Bronsframställning skedde i Norra Norrland med hjälp av asbestkeramik av finsk typ som av vissa forskare har associerats till en församisk kultur.

### Järnålder (550 f.Kr.–1050 e.Kr.)

Fornlämningarnas täthet ger en indikation om den historiska befolkningstätheten. I Mälardalen och Bohuslän finns flest fornlämningar per ytenhet.

Under järnåldern kunde inhemsk metall framställas, vilket gjorde att järnverktyg (till skillnad från tidigare bronsföremål) inte bara var förbehållet eliten. Under periodens början började nya samhällsstrukturer bildas. I stället för storhögar begravdes man i urnegravar, antagligen på grund av att hövdingarnas makt minskade. Under den första delen av järnåldern var det ungefär samma klimat som det är i dag, vilket man tidigare trodde ledde till fattigdom och utvandringar men fyndfattigdomen vid järnålderns början tros mer ha berott på ändrade gravritualer och färre gravgåvor. Från järnåldern finns de äldsta bevarade sagorna och notiserna i europeiska skrifter om Sverige, vilket gör att man kan få betydligt bättre beskrivning av järnåldern än av tidigare epoker. Järnåldern delas in i äldre järnålder (i sin tur bestående av förromersk och romersk järnålder) respektive yngre järnålder (folkvandringstid, vendeltid och vikingatid).

#### Förromersk järnålder (500–1 f.Kr.)
Olika saker tyder på att Sverige under den förromerska järnåldern var relativt isolerat från omvärlden, något som ändrades så smått under slutet av perioden, då man åter i få fall finner guldfynd från perioden vilket kan tyda på återupptagna handelsförbindelser med kontinenten. Det vanligaste byggnadsmönstret var ensamliggande hus. Det finns få fynd av keramik från perioden, och de som ändå finns är i stort sett samma keramik som gjordes under bronsåldern, förutom att kärlen var något finare rabbade, även om det mot slutet av perioden övergår till förtjockade, facetterade kärl. Den största förändringen gentemot bronsåldern är att man bränner kärlen i gropar, vilket ger kärlen en gråsvart färg.
Mot slutet av perioden började även den samiska kulturen ta form. Ett samiskt urspråk utvecklades under perioden, förmodligen ur ett samisk-finskt urspråk, som i sin tur härrör från ett finsk-ugriskt urspråk. Fornsamiskan har sedan delat upp sig i flera samiska språk.
År 1 uppskattas att det nuvarande Sverige omkring 200 000 invånare.

#### Romersk järnålder (1–375 e.Kr.)
Det romerska rikets expansion och germanstammarnas spridning gjorde att kontakterna ökade väsentligt de närmaste århundradena efter Kristus. Bland annat sände romarna expeditioner till norr och i sin 98 e.Kr. skrivna Germania, omtalar Tacitus svioner, vilket tolkats som "svear". Tacitus berättar vidare om svionernas skepp och att allmogen inte hade rätt att bära vapen i fredstid. En av de äldsta båtfynden i Sverige är Björkebåten, en stockbåt daterad till 100 till 200 e.Kr (senare C14-dateringar placerar den till 400 e.Kr.)..
Flera viktiga kulturelement kom till Sverige under denna tid, till exempel bättre redskap och jordbruk och inte minst den äldre 24-typiga runraden, som förmodligen utvecklades ur alfabeten i östra medelhavsområdet; många av de äldsta runinskrifterna har emellertid hittats i Skandinavien, bland annat världens äldsta futhark på Kylverstenen från Gotland.

#### Folkvandringstiden (375–550)
Folkvandringstiden började med att hunnerna invaderade stora delar av Europa. Man är inte säker på hur mycket folk från nuvarande Sverige var inblandat i den allmänna villervallan, men på grund av ett antal guldfynd som gjorts i bland annat Götaland från denna tid vet man att svenskarna var inblandade till en viss del. Även i Sverige och Norge blev det allt oroligare, vilket ledde till att ett antal fornborgar byggdes och att folk emigrerade. En handelsstad upprättades på Helgö i Mälaren. I början av 500-talet återupptogs vissa traditioner från bronsåldern, såsom Skånes tradition att bygga stora kungshögar, som nu även når Bohuslän, Västra götaland, Svealand och Mellannorrland. Dessa har tolkats som möjliga småkungariken som senare tillsammans skulle komma att enas och bli Sverige. De mest fyndtäta områdena är Gamla Uppsala samt småkungariket Ranrike i Bohuslän.
En klimatavvikelse inträffade på norra halvklotet efter vulkanutbrott 536 och 540. Den kan förklara den kollaps av bondesamhället som ses i norra Sverige, och tros ha gett upphov till myten om Fimbulvintern.
De svenska ortnamnsefterleden -sta, -hem, -land, -landa, -lösa och -löv härrör vanligen från folkvandringstid eller senare delar av järnåldern, in på vikingatid.

#### Vendeltiden (550–800)

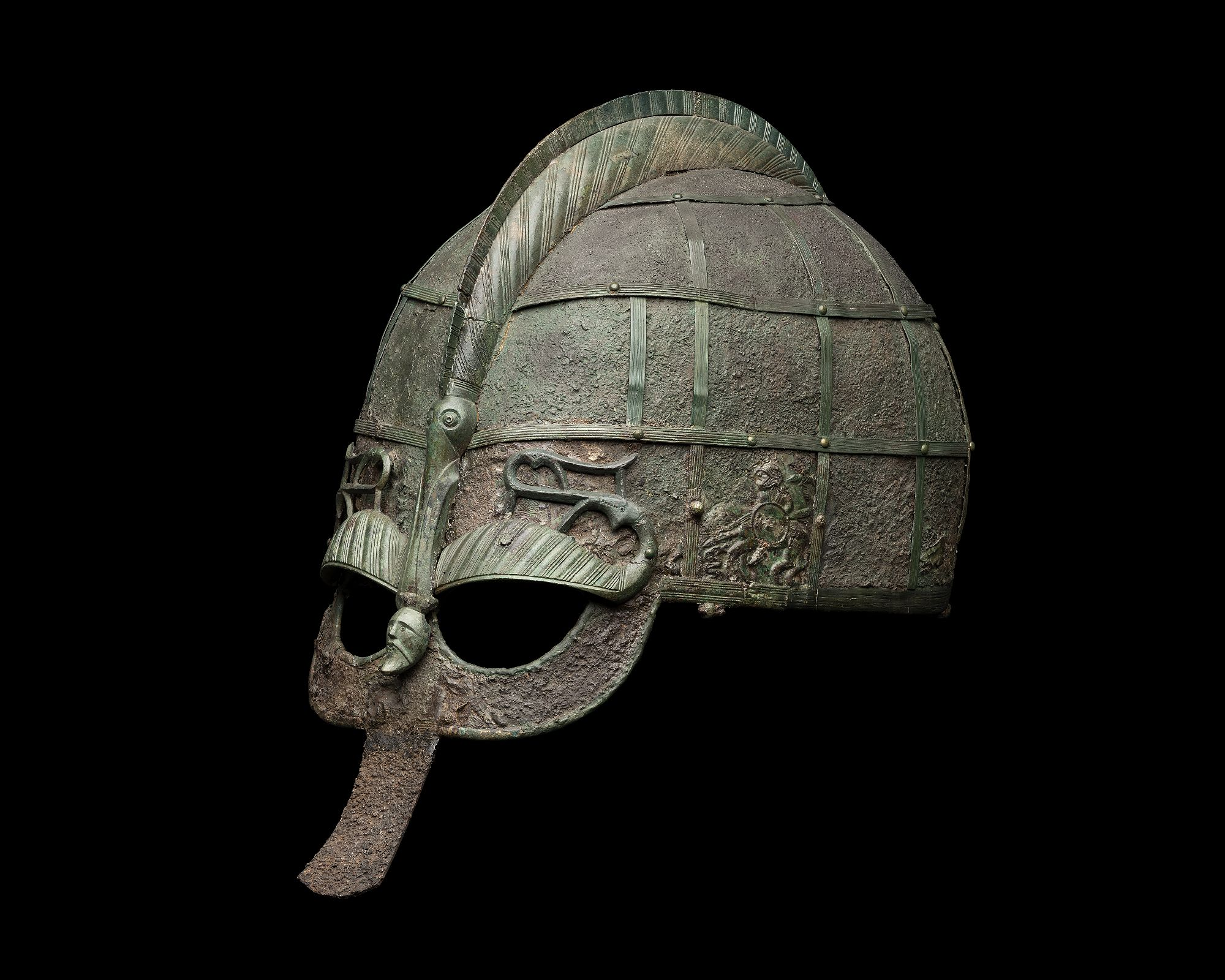
Hjälm från båtgravfältet i Vendel i Uppland.

Vendeltiden har fått sitt namn efter de rika fynden från båtgravfältet i Vendel norr om Uppsala. Under vendeltiden byggdes ansenliga rikedomar upp kring Gamla Uppsala, förmodligen med pengar från bergsbruk och handel. Skeppen blev allt viktigare och hästarna från vendeltidens Sverige omtalades som särskilt bra. Båtgravarna blir ett allt vanligare gravskick och gravhögarna blir mindre och mindre. Båtgravarna visar liksom skeppssättningar (som förekommit sedan bronsåldern men blir betydligt vanligare under vendeltid och vikingatid) att sjövägarna var viktiga. Båtgravarna från vendeltid är rika på gravfynd och de internationella kontakterna var viktiga.
Urnordiska, eller nordgermanska, var det språk som talades i Norden under yngre romerska järnåldern, folkvandringstiden och vendeltiden (cirka 150–800 e.Kr). I den urnordiska periodens slutskede (cirka 600–800 e.Kr.) förändrades språket mycket snabbt, och fornnordiskan uppstod. Vid samma tidpunkt ersätts den 24-typiga runraden med den 16-typiga i hela Skandinavien, vilket tyder på nära samarbete mellan kungar.[källa behövs]

#### Vikingatiden (800–1050)

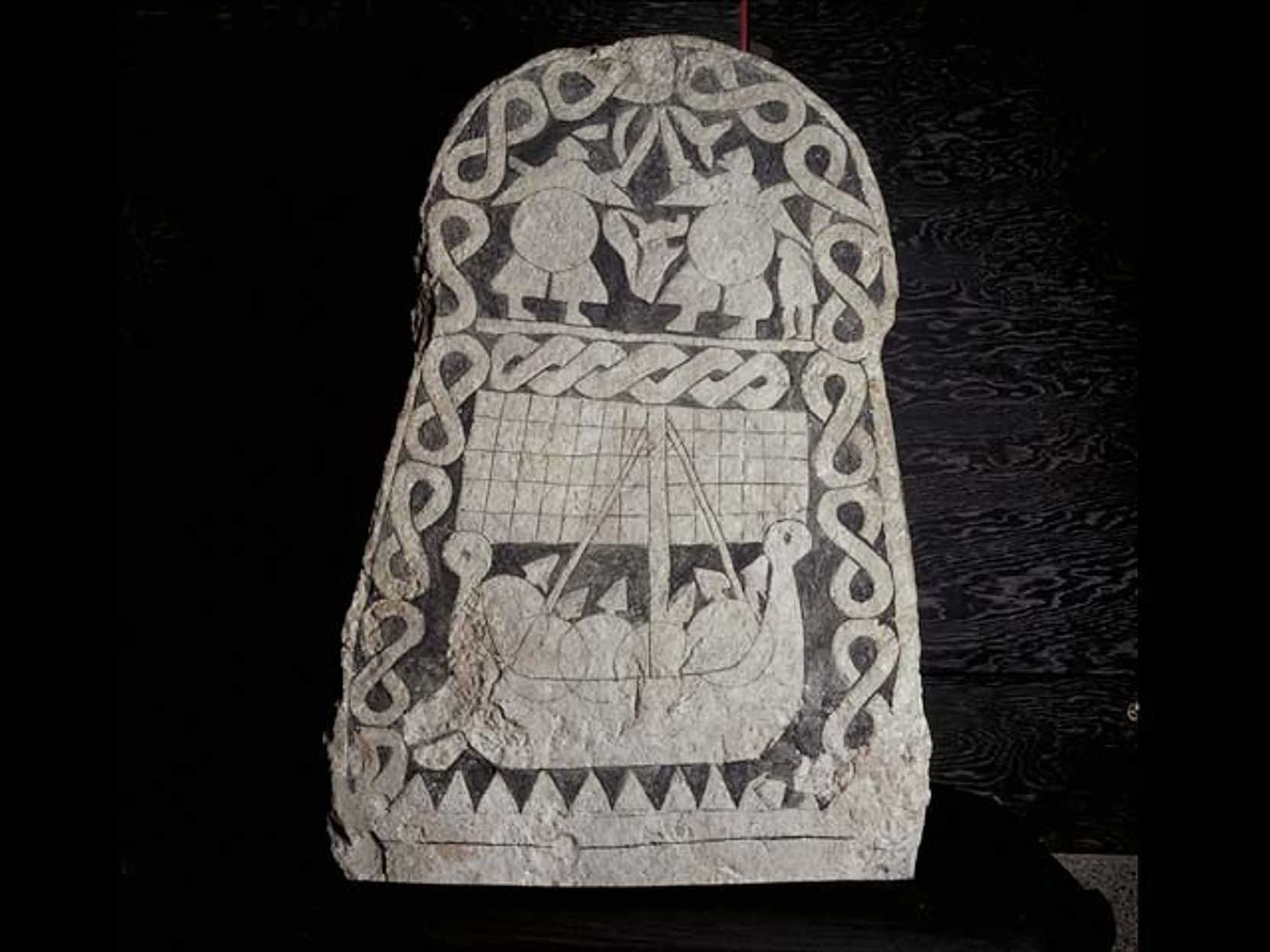
Bildsten från vikingatiden, Gotland.

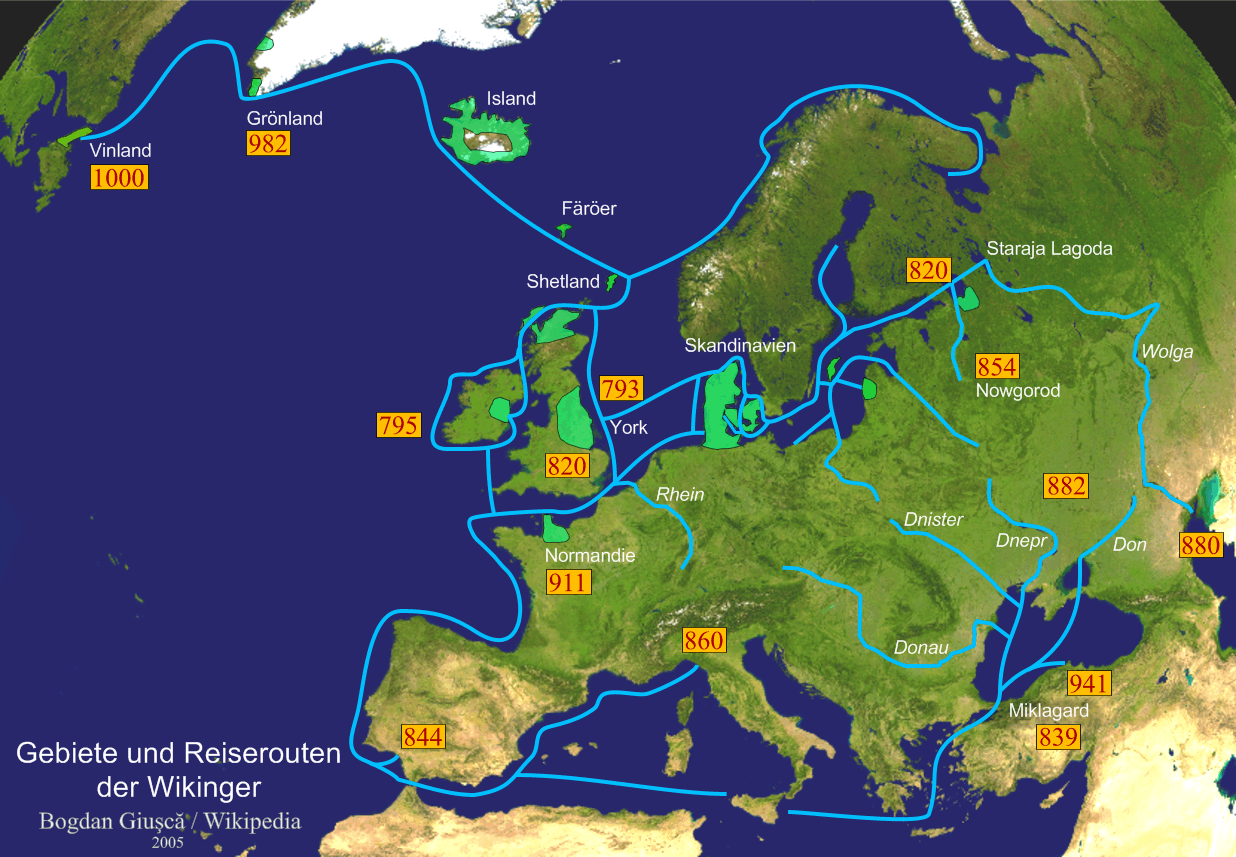
Nordmännens resor under 800–1000-talen.

Det finns i stort sett inga svenska skrifter från vikingatiden om perioden, förutom runinskrifterna, utan det som finns är antingen utländskt eller från en senare tid. En stor mängd information har kommit från en biografi över den första missionären Ansgar (801–865), utländska krönikor om vikingatågen, nordisk och brittisk sagalitteratur, samt nutida arkeologisk forskning.
Skandinaverna kallades nordmän och varjager (av nordiskans väring, edsvuren), och svealändska vikingar för ruser, av samtida europeiska författare som mötte dem. Namnet ruser härrör enligt vissa forskare från folklandet Roden, i dag Roslagen, och är besläktat med finskans ruotsi och estniskans rootsi, som i dag betyder 'Sverige'. Till skillnad från övriga nordmän reste ruser ofta österut. De grundade Kievriket, gav upphov till Rurikdynastin som härskade i Ryssland till 1598, och tog värvning som edsvurna krigare i den bysantinske kejsarens väringagarde. Ingvarståget var ett svenskt vikingatåg i österled under åren 1036–1041, som ska ha bestått av 3 000 man, och nådde Kaspiska havet och Svarta havet, men få överlevde.
Det fanns till en början ett flertal mindre bygder och folkland som tillsammans bildade ett landskap. I dem hölls makten dels av folket på ting, dels av lokala stormän – båda som instanser för rättsskipning. Då Sveriges samling till en enhetlig stat sannolikt inte blivit fullständigt genomförd förrän under tidig medeltid kan Sveriges historia i betydelsen svenska statens och svenska statsmaktens först sägas börja då.
En rad sagokungar finns omnämnda i senare sagalitteratur, men endast de sveakungar som nämns i samband med missionären Ansgar, exempelvis Björn, som bjöd honom till Birka, anses bekräftade i en trovärdig källa. Kungens makt var mycket svag, och det var bara vid krigföring som han hade någon egentlig makt, som att uppbåda ledungen (som tillkom på 1000-talet), samt att så länge hedendomen varade sköta Uppsalatemplet. Det fanns till en början ingen kunglig riksregering. Riket var i själva verket bara ett av kungens person sammanhållet förbund av autonoma menigheter, som under ledning av lagmän själva på tingen skötte sina angelägenheter. Allt eftersom höjde sig storbönder, vilkas rikedom allt ökade i och med vikingatågen, och samhället genomlevde en tilltagande social stratifiering. Under 1000-talet började den lokala indelningen i härader och hundare. Vikingatida stadsliknande bebyggelse i Norden (fasta handelsplatser) fanns till exempel i det då danska Uppåkra, som senare flyttades till Lund, samt Köping på Öland, Birka och Gamla Uppsala i Svealand, och Paviken på Gotland. Städer grundades i Norden vid slutet av 900-talet, till exempel i Lund, Sigtuna och Skara.
Vikingatida tempelbyggnader fanns i Uppåkra och Uppsala. Religionen, som mycket senare kom att kallas Asatro, tycks inte ha varit organiserad utan snarare baserad på en gemensam. Döds- och krigsguden Oden var populärast bland de övre klasserna, medan åskguden Tor verkar ha varit populärast bland de lägre klasserna. Det tycks också som att element av senare folktro, som tron på tomtar och vättar, också var utbredd. Missionären Ansgar grundade en kristen församling i Birka år 829, och byggde ett kapell, men inga spår fanns kvar av missionen år 936. Sveriges kristnande inleddes tidigt i Västergötland, Skåne och Jämtland. En kristen begravningsplats som anlades på slutet av 800-talet har återfunnits i Varnhem, där den äldsta kända svenska stenkyrkan utanför Skåne restes senast år 1040 och kristendomen blev varaktig.
Den förste sveakung som bekräftas av samtida källor är Erik Segersäll, som kan ha varit den förste som regerade över både svear och göter. Han regerade från omkring år 970 och dog år 995, och grundade staden Sigtuna omkring år 980. Därefter regerade Eriks son, Olof Skötkonung, som var en vald kung över svear och götar, och var den förste sveakungen som enligt samtida källor lät döpa sig och sedan förblev kristen. Han lät prägla de äldsta bevarade svenska mynten.
Den äldsta bevarade nordiska rättskällan är sannolikt Forsaringen från Hälsingland, av de flesta forskare daterad till 900-talet, av andra medeltid.
Det fornnordiska språket delar vid tidig vikingatid upp sig i västnordiska, östnordiska, och forngutniska. Östnordiskan kan studeras i runsvenska och rundanska källor, som vid slutet av vikingatiden började uppvisa små skillnader.
År 1000 hade det nuvarande Sverige omkring 400 000 invånare.

## Medeltiden (1050–1520)

### Äldre medeltiden (1050–1250)
Perioden började med att Emund den gamle blev svensk kung, hans efterträdare Stenkil blev sedan stamfar för stenkilska ätten. Efter att denna dött ut följde en maktkamp mellan den sverkerska och erikska ätten som pågick fram till 1200-talets första hälft. Sverige var förmodligen inte en särskilt stabil statsbildning förrän vid slutet av maktkampen mellan den sverkerska och erikska ätten, även om landskapen i Mälardalen (Svealand) och runt Vättern (Götaland) oftast var enade under samma kung.
Äldre Västgötalagen är den äldsta av de till nutiden bevarade landskapslagarna, upptecknad omkring 1280. Olaus Petri omtalade på 1500-talet ett nu försvunnet lagfragment, hednalagen som är ett exempel på de äldre, troligen ännu mer lokala lagtraditioner som existerade före landslagarnas tillkomst.Sveriges kristnande hade börjat i Götaland. Svearnas slutliga kristnande skedde genom att makten i Uppsala konverterade. Den siste hedniske kungen ska enligt uppgift varit Blot-Sven. Uppsala tempel tros ha bränts och rivits omkring år 1087 på order av kung Inge den äldre, som avskaffade blotriten och påbjöd att alla svear skulle kristnas. Tingsbeslut togs i olika delar av landet om förbud mot hednisk kult, påbjudande av kristen sed, rätt och rit, samt påbud om kyrkbygge. Landet, som till del redan tidigare var indelad i lagsagor och härader, delades nu även in i stift och socknar. Tionde infördes, samtidigt som kloster byggdes. Trälar började successivt försvinna, och förbjöds slutligen av kung Magnus Eriksson på 1300-talet.
Det latinska alfabetet undanträngde successivt runskriften och olika urkunder började författas. Stenarkitektur introducerades.
Gränserna både inom landet och mot omvärlden byggde i början av perioden mest på hävd men hade till slutet av äldre medeltiden blivit bättre fastslagna. Gränserna för landskapen såg då ut som nu, med undantag av Gästrikland och Dalsland som ännu inte var egna områden samt att områdena norr om Hälsingland inte var uppdelade och att Småland inte var ett gemensamt område utan ännu bestod av flera små land (folkland).
Ansatser till en kunglig förvaltning började förekomma, bland annat i form av ett kungligt råd. Storbönderna började under 1100-talet slå ihop sig till en aristokratisk krigarklass. Storbönderna hade landbönder att arbeta åt sig. Dessa blev dock aldrig livegna likt i många andra länder. Under striderna om tronen utvecklades ur storbönderna en riksaristokrati, och de fungerade som kungens medhjälpare.
Fornsvenska och forndanska hade utvecklats till distinkta östnordiska dialekter i manuskript från 1225 och senare.

### Folkungatiden (1250–1389)

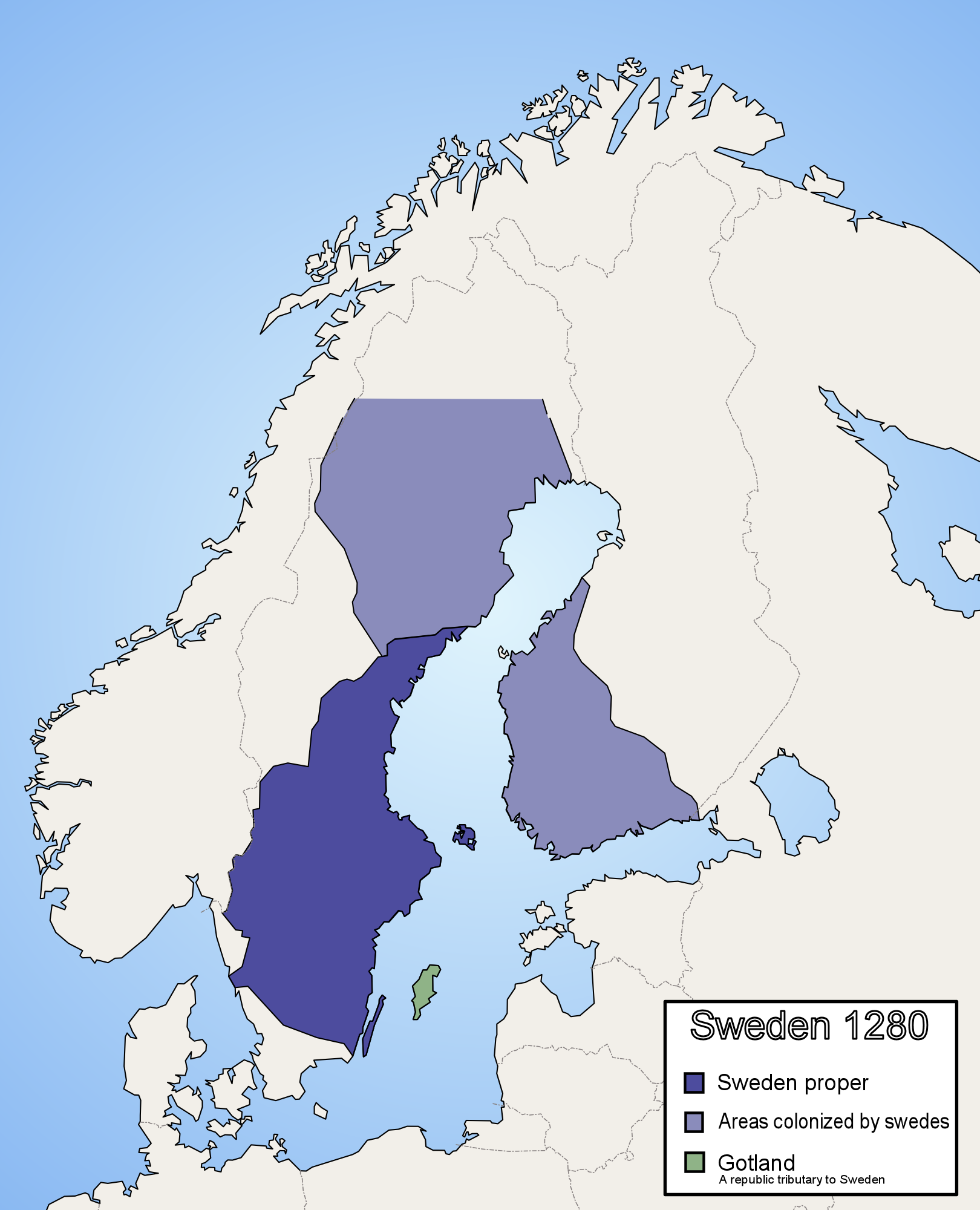
Sveriges utbredning i Skandinavien år 1280.

Efter att den sista kungen i den erikska ätten, Erik den läspe och halte, dog 1250 tog Bjälboätten över makten när Eriks systerson Valdemar Birgersson blev kung, även om dennes far Birger jarl var den verklige regenten till sin död 1266. Under perioden tilldelades yngre medlemmarna av kungasläkten olika hertigdömen att styra över, vilket ofta gav dem en maktbas som gjorde det möjligt att störta kungen. Valdemar Birgersson störtades av sin bror, Magnus Ladulås, vars son Birger Magnusson i en tvist med hans andra söner Erik och Valdemar Magnusson orsakade det som kallas Nyköpings gästabud. Birger avsattes efter att ha fängslat och dödat sina bröder. Eriks son Magnus Eriksson tog sedan över tronen, tills Albrekt av Mecklenburg med ett stormannaparti störtade Magnus.
Under folkungatiden fortsatte den förändring av samhällsskicket som tog form under den äldre medeltiden. En ny form av kunglig domsrätt formades av Birger jarl och Magnus Ladulås, och det kungliga lagstiftningsinitiativet fortsatte. Magnus Eriksson införde Magnus Erikssons landslag som förenade landskapen under en gemensam rättsordning. Hela riket fick delta i kungavalet vid Mora stenar, och Sverige kunde därför kallas valrike. Trots kungens stora makt rådde inte envälde. Kungen fick till exempel inte införa lagar och skatter utan folklig medverkan och enligt konungaeden lovades frihet och rättssäkerhet. Folket var å andra sidan genom en ed förpliktigade att visa trohet till kungen, samt att betala skatt. Folkungatidens regenter införde ett enhetligt skattesystem, senare kallat grundskatt. Emellertid var inte hela folket villiga att byta skattesystem, och på vissa ställen var det tvunget att genomföras med våld, som till exempel vid slaget vid Sparrsätra 1247. Största motståndare var folkungarna (en upprorisk grupp, inte att blanda ihop med Folkungaätten, som av nutida historiker oftare kallas för Bjälboätten för att undanröja missförstånd).
Under folkungatiden började folket delas upp i stånd. Bönder var inte längre berättigade att ha någon politisk makt, vilket tillföll stormännen. Jarlämbetet upphörde med Birger jarl, i stället uppkom marskar och drotsar. Herredagen, en riksförsamling av stormän, blev successivt viktigare, även om den inte var lagstadgad före Skänninge stadga runt 1284. Det fanns från början två stånd, vilket sedermera kom att bli fyra. Adeln grundlades 1279 vid Alsnö stadga. Omformationen av krigsväsendet spred sig till Sverige, och man ville ha ett större rytteri. Därför befriades alla ridande soldater från skatt, så kallade frälse. Bergshanteringen uppkom även under folkungatiden, vilket gav upphov till bergmännen, som befann sig någonstans mellan bönderna och borgarna. Emellertid var kungarna oroliga för den makt som även stormännen kunde åtnjuta, och Magnus Eriksson försökte mot aristokratin värna kronans och folkets intressen, vilket ledde till hans avsättning. Hans efterträdare Albrekt tvingades till slut även han bort från tronen.

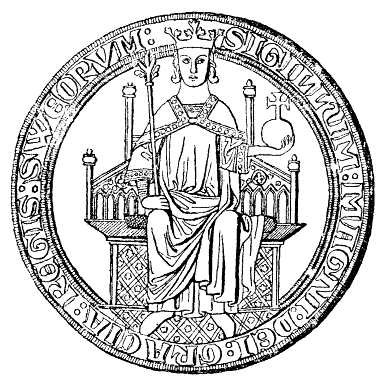
Kung Magnus Ladulås Sigill.

I och med att Magnus Eriksson blev kung 1319 ingick Sverige och Norge en personalunion. Danmarks län hade satts i pant och Sverige köpte Skåne och Blekinge 1332, vilka dock Valdemar Atterdag tog tillbaka 1360. Personalunionen mellan Sverige och Norge avslutades formellt när Håkan Magnusson blev kung i Norge. Mot Magnus Eriksson inleddes 1356 ett uppror, och hans son Erik Magnusson blev vald till kung. Han dog dock i digerdöden 1359 och Magnus Eriksson fick tillbaka makten. Albrekt den store av Mecklenburg intog Stockholm och Kalmar hösten 1363 för sin sons räkning, vilken valdes till svensk kung vid Mora stenar 1364. Inbördeskrig utbröt varefter kung Albrekts makt begränsades 1371. Samtidigt ingick Norge och Danmark i personalunion efter Håkan Magnussons död då Olof med Valdemar Attedags dotter Margareta som förmyndare tog över tronen. Kung Albrekt avsattes, men började samla trupper i Tyskland för att ta tillbaka riket. Sverige kontaktade då Margareta, som genom Dalaborgstraktaten även blev regent i Sverige. Hennes son Olof avled 1387 varefter hon fick makten, och hon blev regent i både Danmark, Norge och Sverige. Kung Albrekt kom tillbaka med trupper från Tyskland, och sammandrabbades med drottning Margaretas trupper vid slaget vid Åsle, vilket han förlorade, varefter han fick avstå från kronan. Erik av Pommern kröntes efter drottning Margareta som regent över Sverige, Norge och Danmark. I Sverige kröntes han den 17 juni 1397.

### Kalmarunionen (1397–1520)

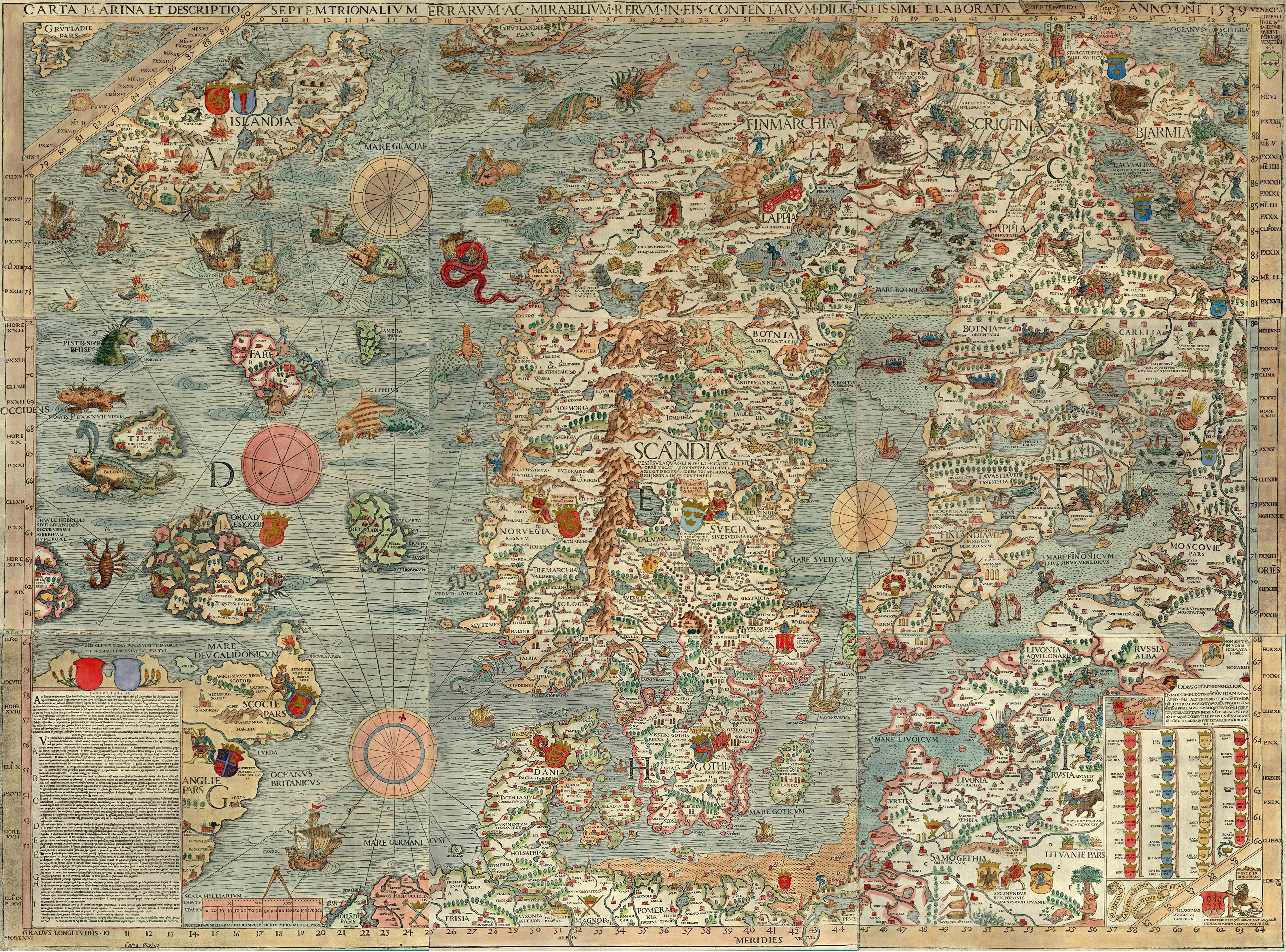
Carta Marina, en karta över Skandinavien från tidigt 1500-tal.

År 1397 förenades Sverige, Danmark och Norge i Kalmarunionen. Varje rike skulle styras av sina egna lagar, men i krig skulle de fungera som en enhet. Den nya kungen Erik av Pommern, drottning Margaretas systerdotterson, kröntes i Kalmar. Efter Eriks död skulle unionen bara ha en kung. Gotland stod dock under Erik av Mecklenburgs befäl och användes som sjörövarbas. År 1408 köptes ön av Tyska orden som hade erövrat den 1403. Efter ett danskt försök att expandera i Holstein och Schlesvig enades flera hansastäder om en blockad åren 1426–1429.
Enligt Magnus Erikssons landslag skulle slottsherrarna vara infödda svenska män. När kung Erik tillsatte utländska män vid de svenska slotten ledde det till uppror. År 1435 tvingades kung Erik lova att bara tillsätta svenska män vid slotten, samt att rådet skulle få säga sin mening innan varje tillsättning. År 1439 avsattes Kung Erik i både Sverige och Danmark. I Sverige blev Karl Knutsson (Bonde) riksföreståndare tills Kristofer av Bayern valdes till ny kung. Karl Knutsson blev i stället drots. I Kristofers landslag slogs fast att bara svenskar kunde anförtros kungliga slott och vara medlemmar i riksrådet.

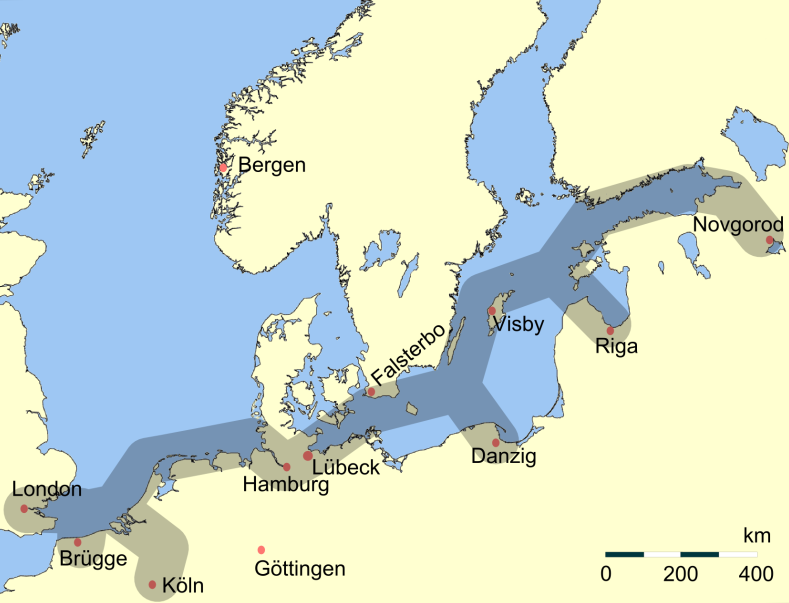
De viktigaste handelsrutterna för den tyskdominerade Hansan.

Efter Kristofers plötsliga död 1448 valdes Karl Knutsson (Bonde) till ny kung i Sverige. I Danmark besteg Kristian I tronen och han kröntes även till kung i Norge. Den svenske kungen Karl intog dock Norge och kröntes även han till Norges kung. Kungarna möttes därefter i Halmstad, där man kom överens om att den ene vid den andres död skulle bli nästa unionskung. Karl tvingades även ge upp Norge. Efter ett försök av kung Kristian att inta Sverige inleddes ett vapenstillestånd. År 1455 inleddes kriget igen genom att kung Karls marsk Tord Karlsson (Bonde) stormade en stad utanför Värnamo. Kriget, tillsammans med en ökad importtull, ledde till ett missnöje med kung Karl som flydde till Danzig. År 1458 valdes då kung Kristian till kung även i Sverige. Kristians son Hans kom att erkännas alla ländernas tronföljare.

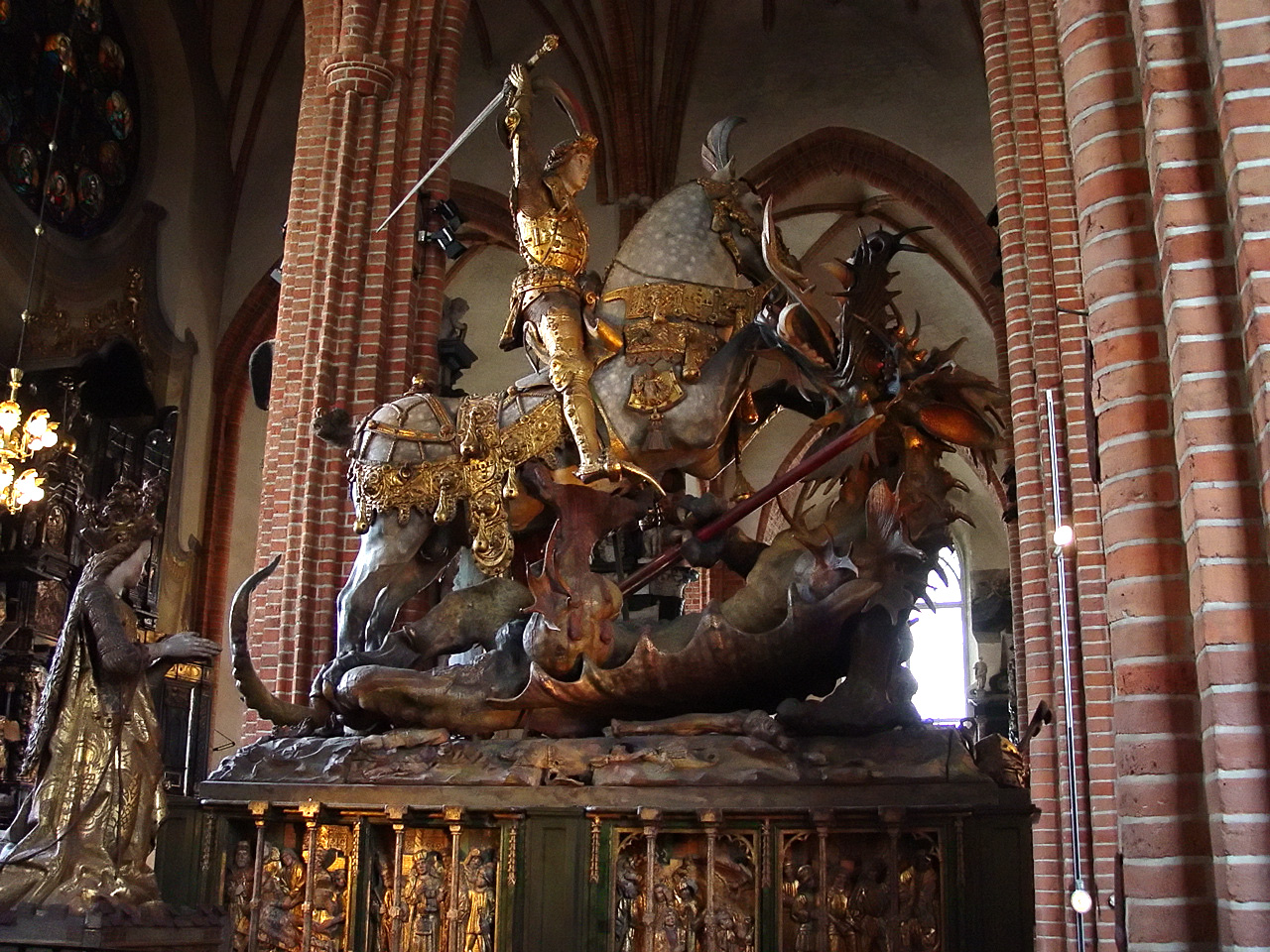
Statyn över St Göran och draken uppfördes till minnet av Sten Stures seger i Slaget vid Brunkeberg år 1471.

Till följd av ökade skatter började dock bönderna göra uppror. Under ledning av Linköpings biskop Kettil Karlsson (Vasa) besegrades den danske kungens kavalleri. Karl Knutsson valdes åter som kung, men tvingades abdikera 1465 efter bråk med släkten Oxenstierna. Därefter stred släkterna Oxenstierna och Tott om makten, innan ätten Tott bad kung Karl att återvända. Trots fortsatta oroligheter lyckades kung Karl förbli kung till sin död år 1470. Sten Sture den äldre blev då riksföreståndare. År 1471 reste kung Kristian oväntat av mot Stockholm. Båda sidor ställde upp arméer och tågade mot staden. Den 10 oktober möttes de två trupperna i slaget vid Brunkeberg. Kung Kristian besegrades och tvingades retirera. Följande år kom Sverige och Danmark överens om att lämna tillbaka övertagna gods, fri resa över gränserna och att länderna skulle hjälpa varandra vid krig.
Sveriges första universitet, Uppsala universitet, grundas år 1477. I flera hundra år kommer Uppsala att utgöra Sveriges främsta centrum för forskning och högre utbildning.
Kung Kristian dog år 1481. Sonen Hans utsågs till tronföljare liksom till kung av Sverige. Frågan om unionens framtid blossade upp på nytt. I Sverige fortsatte dock Sten Sture som riksföreståndare fram till 1497. Samtidigt fanns en omfattande opposition mot Sten Sture. Kritiker menade att han inte stärkte fronten mot öst tillräckligt. Kung Hans samlade trupper och belägrade Stockholm, vartefter han ingick ett avtal med Sten Sture och riksrådet. Kung Hans valdes till kung i Sverige mot att Sten Sture fick flera slott. Hans fick även rätt att tillsätta utländska män som fogdar. Många av dessa behandlade bönderna illa, vilket ökade kritiken mot kungen. År 1501 förklarade riksrådet att Hans hade svikit sina kungalöften. Uppror mot kungen blev tillåtet. Upproren spred sig snabbt och kung Hans drottning Kristina av Sachsen tvingades lämna över Stockholms slott. Sten Sture blev åter riksföreståndare. Efter att Sten Sture avlidit samlades riksrådet år 1504. Nu valdes Svante Nilsson (Sture) till ny riksföreståndare. Svante Nilsson hade stort stöd i Sverige, men kung Hans hade aldrig avsatts rent formellt. Sverige och Danmark förhandlade fram till år 1505. När kung Hans då anlände till Kalmar medförde han en stor truppstyrka samt ett antal norska och danska riksråd. Under Kalmar blodbad dömdes sju svenska riksråd och ett antal borgare till döden. Kung Hans lät emellertid Svante Nilsson leva. Han tvingades välja mellan att antingen erkänna Hans eller att betala en summa varje år i tribut. Svante Nilsson gick inte med på någondera och flera år av krig och stillestånd följde. När Kristian II tillsammans med skotska trupper gick till anfall mot Sverige krävde oppositionen att Svante Nilsson skulle avgå. Svante Nilsson hann dock dö av slaganfall år 1511.

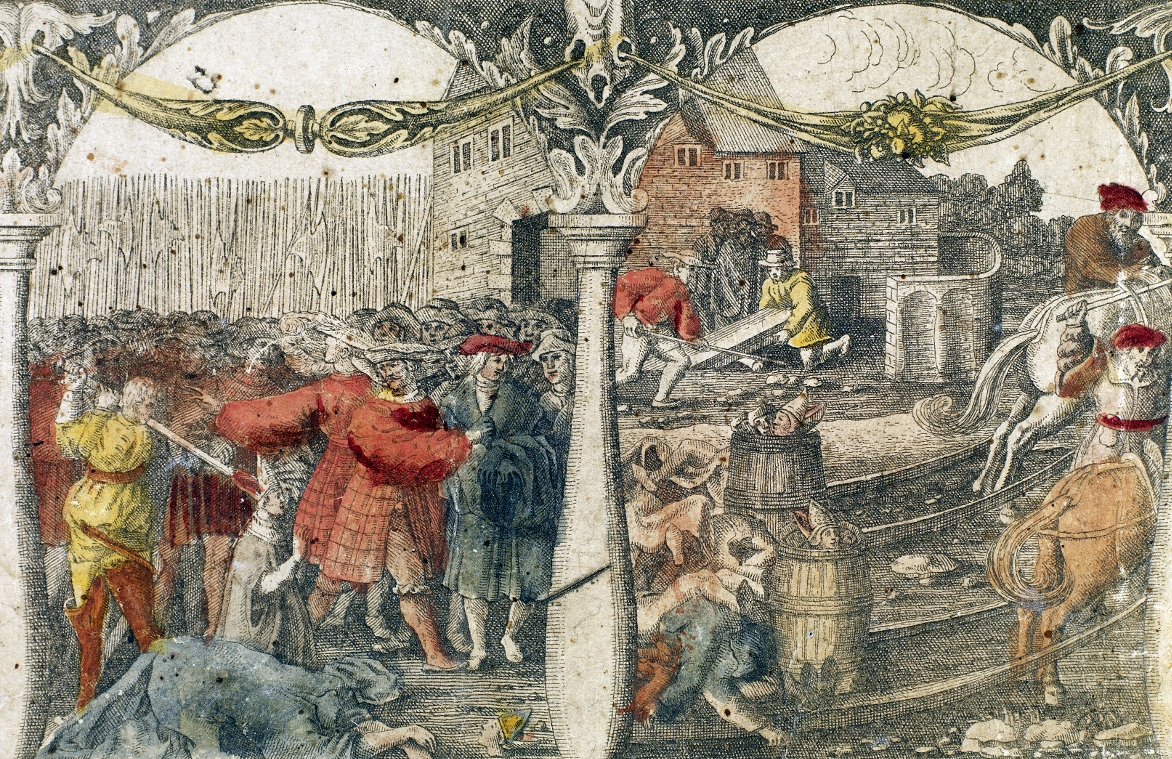
Stockholms blodbad beordrades av den danske kungen Kristian II.

Erik Trolle valdes till ny riksföreståndare. Emellertid reste Svante Nilssons son Sten Svantesson runt landet och lät sig hyllas som riksföreståndare, vilket han även blev år 1512. Svantesson kom i konflikt med ärkebiskop Gustav Trolle, Erik Trolles son. Trolle förklarades skyldig till högmålsbrott och fängslades efter kapitulation i Västerås slott. När den danske kung kung Hans avled år 1513 tog Kristian II över som kung i Danmark och Norge. År 1518 avseglade han med 80 fartyg och ett par tusen soldater mot Stockholm. Trots en svensk seger i slaget vid Brännkyrka var kriget inte avgjort. Ett personligt möte mellan Kristian II och Sten Svantesson ägde rum där en svensk gisslan lämnades över till danskarna för att försäkra Kristian II:s säkerhet. Danskarna kidnappade dock gisslan och återvände till Danmark. I januari 1520 gick danska styrkor in i Västergötland. En avgörande dansk seger uppnåddes vid slaget på Åsundens is. Sten Svantesson sköts i benet, och avled senare av skadan. Danskarna fortsatte norrut. Trots Kristina Nilsdotter (Gyllenstierna)s vilja att fortsätta kriga och trots vissa fortsatta stridigheter kunde Kristian II tåga in i Stockholm för att krönas till kung. I samband med kröningen samlade han den svenska adeln till ett tal. Han förklarade där att de genom avsättningen av biskop Trolle begått kätteri. Alla som skrivit på upproret förklarades skyldiga och dömdes till döden. De efterföljande avrättningarna blev kända som Stockholms blodbad.

## Äldre vasatid (1521–1611)
Vasatiden kallas den period i svensk historia då Vasaätten besatt Sveriges tron. Perioden började 1521 med Gustav Vasa. Den brukar delas in i äldre vasatiden (1521–1611), samt i den yngre vasatiden (1611–1654), som slutade när drottning Kristina abdikerade år 1654. Den yngre vasatiden räknas även som starten på Stormaktstiden (1611). Vasatiden präglades av reformationen i Sverige, flera krig och uppror, och centralisering av statsmakten genom reduktioner.
Gustav Vasa slutförde 1400-talets självständighetsprojekt, och genom befrielsekriget upplöstes Kalmarunionen. Efter att ha befriat landet från unionen bads han överta tronen. I och med Gustav Vasas reformationer av styret grundades den moderna svenska staten. Inspirerad av Martin Luther genomfördes reformationen i Sverige. Kyrkans organisation frigjordes från Rom och Svenska kyrkan grundades. Svenskarna blev nu protestanter. Kyrkans nya koppling till Sverige enade landet och stärkte statsmakten. Reformationen markerar medeltidens slut i Sverige.
För att få bättre kontroll, delade Gustav Vasa upp flera län i mindre områden. I stället för stormän sköttes dessa mindre områden av fogdar. Även om det medförde en bättre kontroll över befolkningen, ofta till dess fördel, var många invånare inte nöjda. Flera bondeuppror inträffade, såsom Dackefejden och Dalupproren, men kung Gustav lyckades kuva alla. Han var utrikespolitiskt försiktig, men deltog ändå i Grevefejden för att värna Sveriges handelsfrihet mot Lübeck. Bortsett från Grevefejden och ett ryskt gränskrig mellan 1555 och 1557 slapp Sverige krig under Gustav Vasas regering.

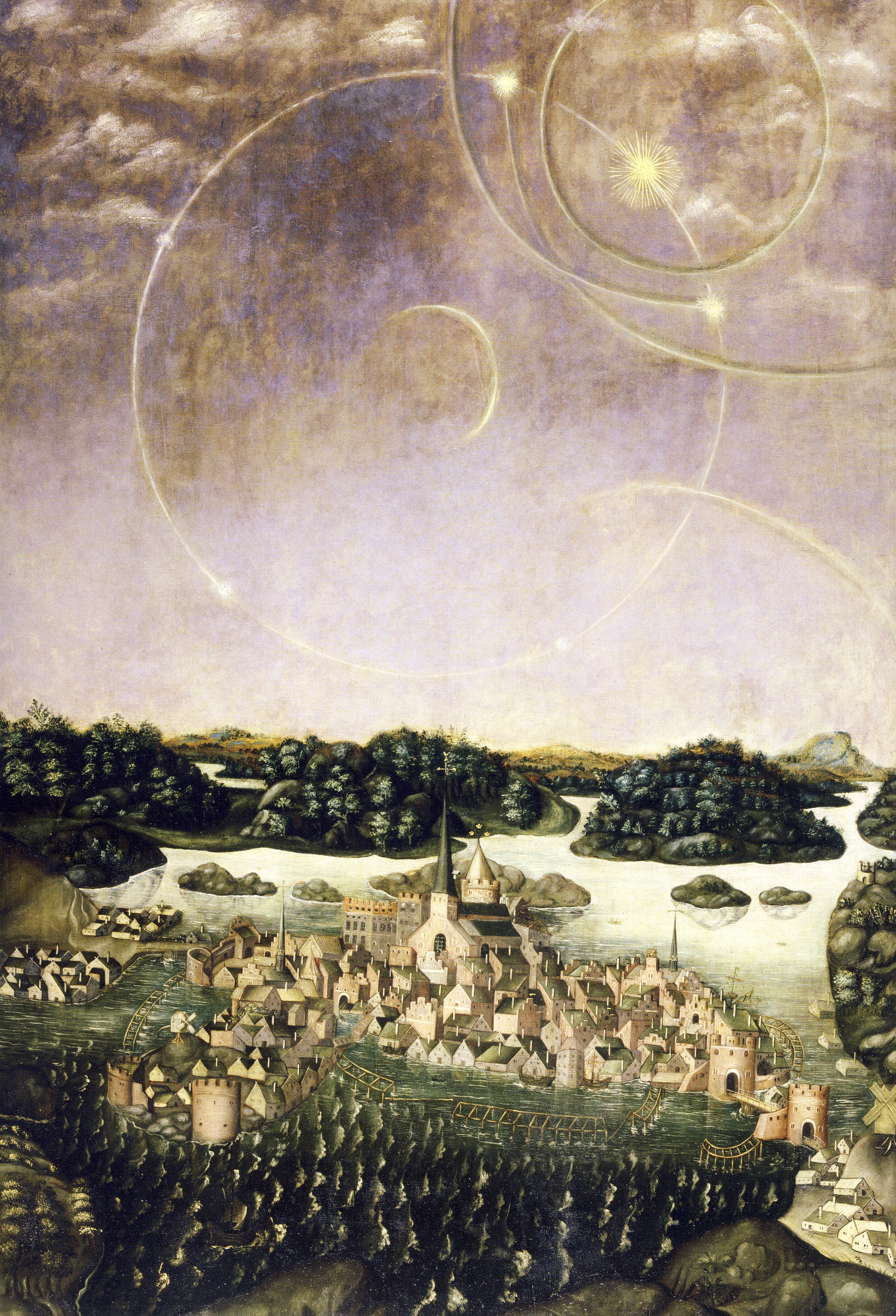
Vädersolstavlan visar Stockholm under äldre vasatid, under de vädersolar som uppträdde 20 april 1535.

Gustav Vasa införde arvmonarki år 1544. Detta för att stärka Vasaättens långsiktiga makt. I ett av de viktigaste dokumenten under Gustav Vasas regering, arvföreningen, klargjordes att även döttrarnas uppgift var inriktad på att göra goda giftermål för dynastins bästa. För att Lag och rätt förstärktes likaså, såväl som jordbruket, och svensk handel frigjordes från Hansan. Armén förbättrades och renässansen började märkas i kulturen även i Sverige. Gustav Vasa var inte speciellt intresserad av utbildningsfrågor och liknande, och exempelvis Uppsala universitet förföll. Han försökte ta ett steg mot enväldesmakt, men de uppror som då uppstod fick honom att ta ett steg tillbaka till ett mer personligt styrelseskick. Gustav Vasa försökte skapa en dynastisk familjemakt, genom att göra sina yngre söner till hertigar och tilldela dem hertigdömen.
Gustavs äldste son Erik XIV försvagade dock efter tillträdet sina bröders makt. Då hans bror Johan gifte sig med den polska prinsessan Katarina Jagellonica mot Eriks vilja, ansåg sig Erik tvungen att fängsla Johan. Erik erövrade Estland, vilket gick emot Danmark, Polen och Ryssland som ville göra samma sak. Det ledde till att det nordiska sjuårskriget bröt ut 1563.
År 1571 hade det nuvarande Sverige cirka 640 000 invånare.
Eriks psykiska hälsa bröts med tiden ner, och han avsattes av sina bröder. I hans ställe tog Johan över tronen som Johan III. När han blev kung blev han invecklad i ett krig mot Ryssland, nordiska tjugofemårskriget, vilket avslutades först 1595. Hans son, Sigismund, som även var kung i Polen, övertog makten 1592 men blev av med den till Karl IX 1599. Det ledde till ett krig mellan Sverige och Polen. När Karl dog låg Sverige även i krig med Danmark och Ryssland.
Kriget och tvisten mellan Karl IX och Sigismund ledde till en serie bondeuppror, Klubbekriget.

## Stormaktstiden (1611–1718)

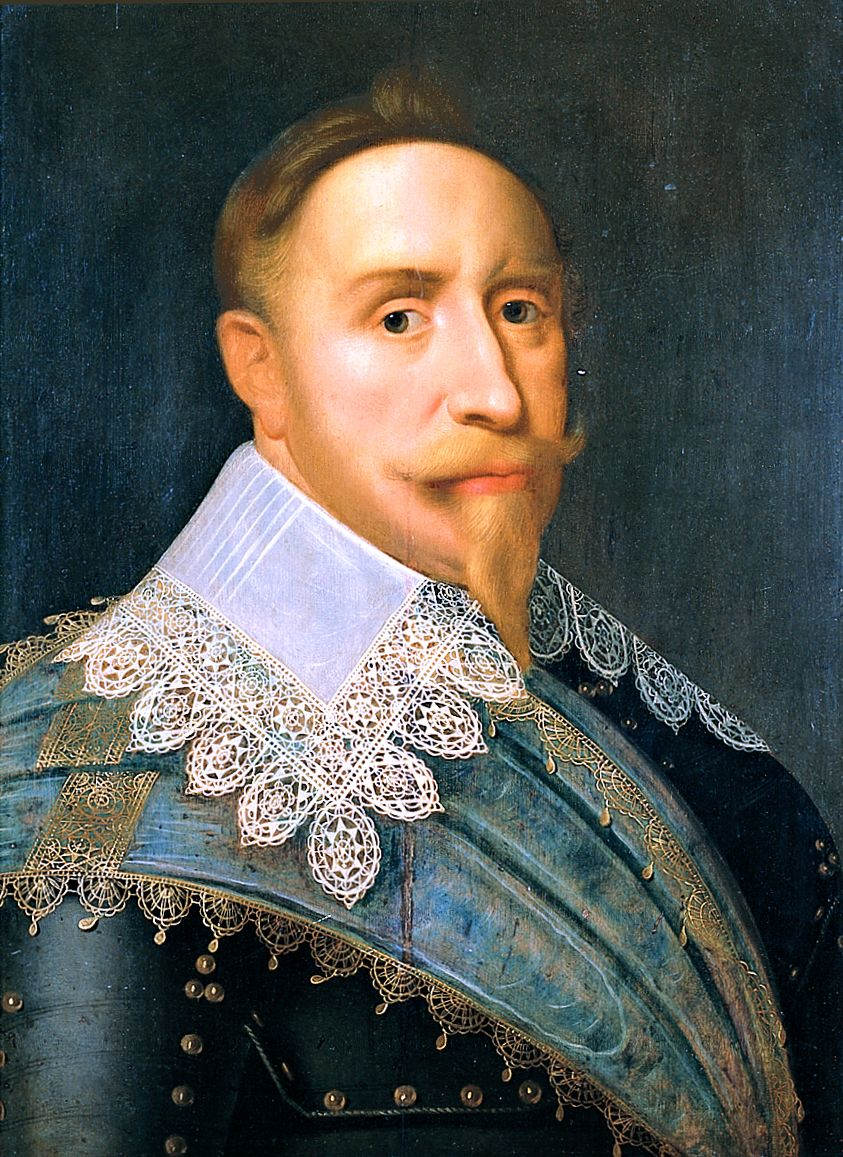
Kung Gustav II Adolf var mycket framgångsrik som militär ledare.

Stormaktstiden kallas den epok i Sveriges historia som sträcker sig mellan åren 1611 och 1721. Namnet kommer av att Sverige under denna period erövrade och upprätthöll en stormaktsställning i Europa. Perioden kallas stundom, efter mönster av det långa 1800-talet, för Sveriges långa 1600-tal. Den delas ofta upp i yngre vasatiden och karolinska tiden.
Perioden anses ofta inledas 1611 med att Gustav II Adolf bestiger den svenska tronen, även om det finns många som vill förlägga dess inledning så tidigt som till 1561, då Erik XIV startar den svenska Östersjöexpansionen.
År 1620 hade Sverige, inom dagens gränser, cirka 854 000 invånare.

Sverige när det var som störst år 1658.

Den svenska armén moderniserades under Gustav II Adolf och kom att spela en avgörande roll i det trettioåriga kriget. Kriget var en del av de religiösa motsättningar som rådde mellan katoliker och protestanter, och Sverige deltog på den protestantiska sidan. Sverige krigade bland annat i Tyskland med finansiellt stöd av Frankrike, som var intresserat av att se den dominerande tyska furstesläkten Habsburg försvagad. Kriget blev en stor framgång för Sverige, trots att kungen dödades i strid år 1632.
I den Westfaliska freden, som gjorde slut på det stora kriget 1648, vann Sverige territoriellt Vorpommern med öarna Usedom och Rügen, samt områden i Hinterpommern och nådde huvudsakligen de mål Gustav II Adolf uppställt. Därigenom lades grunden för Sveriges dominerande ställning runt Östersjön. Dessutom nåddes inflytande i det tysk-romerska riket genom en plats i det Tyska rikets riksdag.
Genom freden i Brömsebro den 13 augusti 1645 avträdde Danmark-Norge de norska landskapen Jämtland och Härjedalen, och de danska öarna Gotland och Ösel i Östersjön till Sverige. Sverige erhöll dessutom Halland under 30 år. Senare genom freden i Roskilde den 26 februari 1658 kunde Sverige tvinga fram de dyrbara förvärven av Skåne, Halland (permanent), Blekinge, Bohuslän och Trondheim i Norge. Då Sverige verkade bli alltför dominerande år 1659 i samband med Karl X Gustavs belägring av Köpenhamn, kom en nederländsk flotta till stadens undsättning. Kungens plan att fullborda östersjöväldet, på Polens bekostnad och sedan genom ett nytt danskt krig med hela Danmarks erövring som mål, blev visserligen inte realiserad, men till följd av det polska kriget blev dock genom freden i Oliwa 1660 Sveriges rätt till Livland definitivt erkänd. 
1600-talet var en starkt religiös period, där lutherdomen konsoliderades som statsreligion. En ny kyrkolag år 1686 fick stor betydelse för utbildningsnivån eftersom den innebar krav på att kunna läsa bibeln hos befolkningen, något som kontrollerades genom husförhör. Stormaktstiden innebar ett stort uppsving för huvudstaden Stockholm, som expanderande. Över hela Sverige byggdes många slott och herresäten under denna tid.
Den svenska stormaktsställningen var alltid skör. Sveriges underliggande resursbas i fråga om befolkning och näringsliv var begränsad; år 1670 hade det nuvarande Sverige 1,2 miljoner invånare. 1682 ersatte Karl XI tvångsvis utskrivning av soldater med rotering. Landsbygdens socknar delades av indelningsverket in i rotar, det vill säga en eller flera byar som skulle försörja en frivillig knekt eller kronobåtsman. Genom att erövra områden från flera omgivande länder skaffade sig Sverige också många fiender. När Ryssland moderniserades under Peter den store avslutades Sveriges period som stormakt i samband med det Stora nordiska kriget. Efter att Karl XII stupat år 1718 delades krigskassan ut och den stora armén upplöstes, därefter följde en kort men intensiv kamp om makten i Sverige mellan olika fraktioner och strax efter detta slöts freder i rask takt med de olika fiendenationerna. Efter det slut, genom freden i Nystad år 1721, avslutas den svenska stormaktsepoken.

## Frihetstiden (1718–1772)

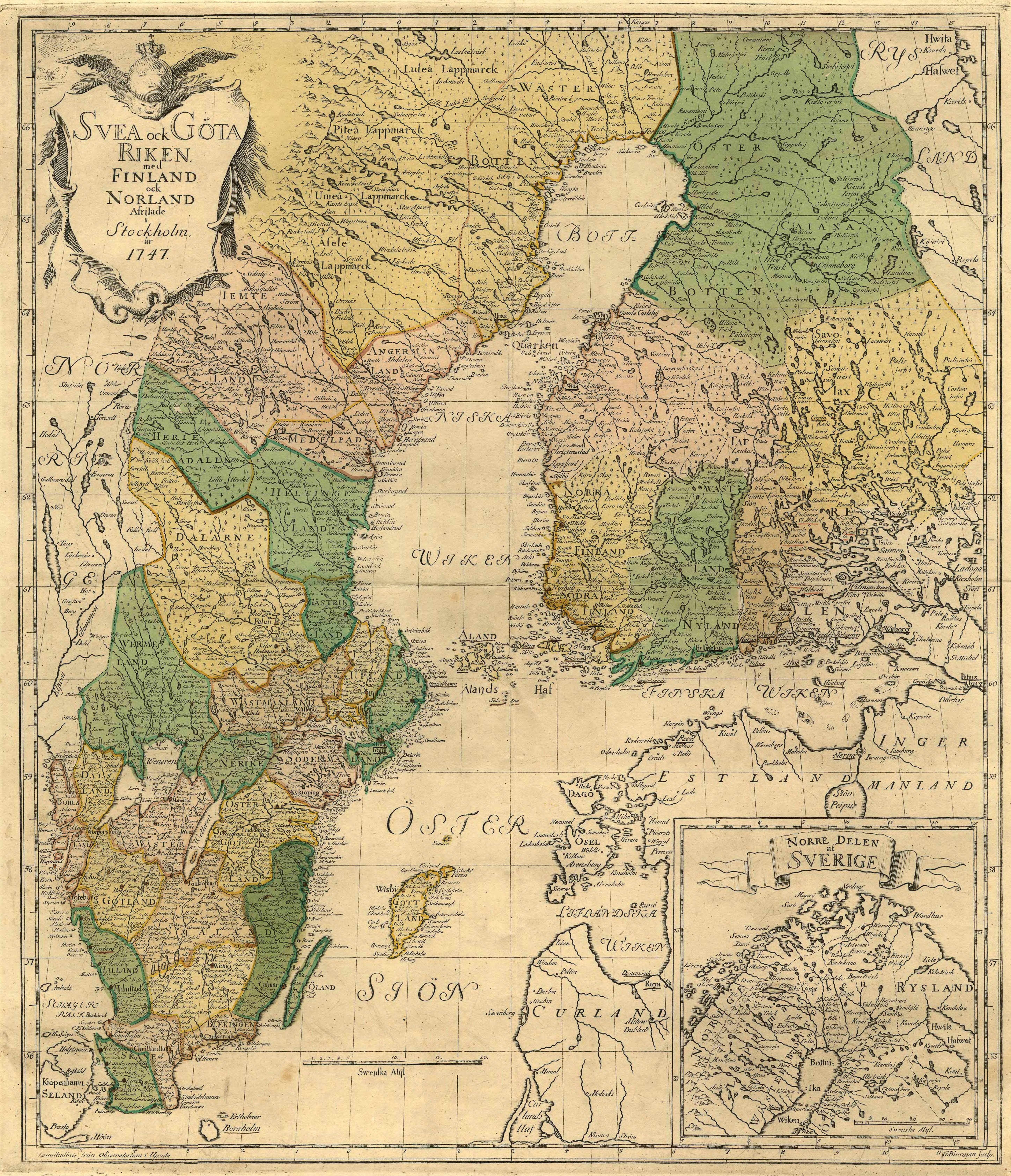
"Charta öfver Svea och Göta Riken med Finland och Norland: Afritade i Stockholm år 1747".

Efter Karl XIIs död antogs en ny grundlag med reformer av riksdagen. Riksdagens makt ökade betydligt och koncentrerades till ständerna (adelsmän, präster, borgare och bönder). En ny och mer demokratisk princip om majoritet infördes, vilken innebär att ett beslut endast kunde fattas, om tre av de fyra stånden röstade för. Det utvecklades en livlig politisk verksamhet.
Under denna tid kom upplysningens idéer till Sverige. Stor betydelse fick Anders Chydenius genom den nya Tryckfrihetsförordning som tillkom år 1766. Som det första landet i världen slog grundlagen nu fast individers rätt att fritt publicera sig i tryckt form. Även offentlighetsprincipen tillkom vid samma tillfälle. Men ännu saknades en grundläggande demokrati. Politiska motståndare fängslades ibland och avrättningar förekom ännu.
De nya friheterna både ledde till och var resultatet av ett uppvaknande inom ekonomi, vetenskap och litteratur. Vetenskapliga framsteg gjordes på en rad områden, och flera svenska vetenskapsmän från perioden tillhör historiens mest berömda. Botanikern Carl von Linné genomförde banbrytande systematiseringar av djur och natur. Andra betydande vetenskapsmän var kemisten Carl Wilhelm Scheele, den förste att upptäckta grundämnet syre och astronomen Anders Celsius, som skapade Celsiusskalan.
Med tiden utvecklades två politiska grupperingar, de så kallade Hattarna och Mössorna. Hattarna, det aristokratiska partiet, företrädde en merkantislistisk ekonomisk politik med aktivt stöd för tillverknings- och exportindustrierna. De förespråkade även en revanschistisk utrikespolitik mot Ryssland, med stöd av Frankrike. Mössorna var antiaristokratiskt inriktade. De tog parti för jordbruket samt bedrev en försiktig utrikespolitik, där en balans med Ryssland och förbättrade relationer till England eftersträvades. Under den senare delen av perioden var oftast hattarna vid makten och Sverige blev inblandat i två krig.

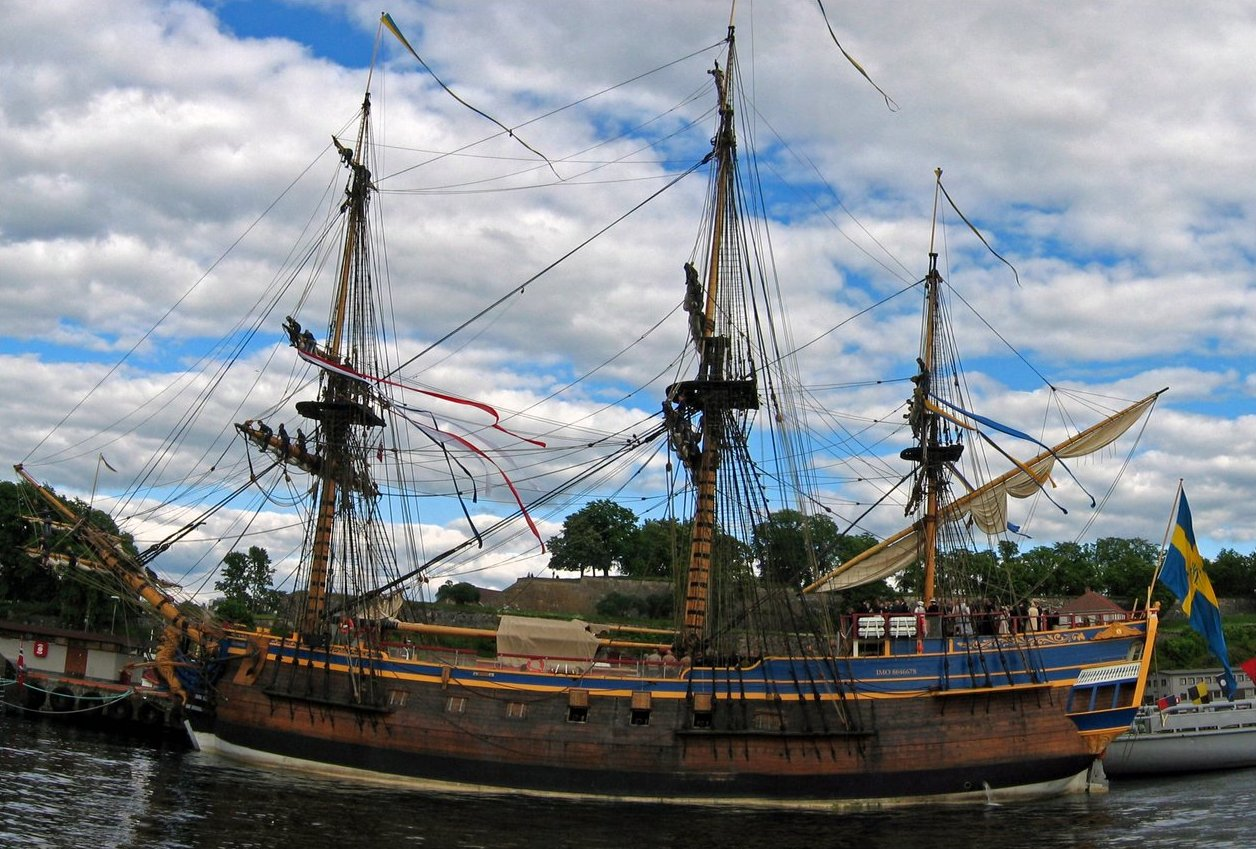
Kopia av ostindiefararen Göteborg.

Merkantilism dominerade den ekonomiska politiken. Den ökande handeln har fått särskild uppmärksamhet, och 1731 grundades också det Svenska Ostindiska Companiet. Det var också ett statligt stöd för tillverkarna att säkerställa importberoendet av landet skall minskas. De viktigaste exportprodukterna var fortfarande järn, som behandlades i hundratals stålverk i runt om i landet.
Även inom jordbruket har fortsatte utvecklingen med nya idéer och jordbruksreformer, såsom sammanslagning av tegar, vilka ledde till en förbättring av den ekonomiska situationen på landsbygden. Dessutom stärktes böndernas deltagande i den politiska debatten i riksdagen att ta form och en stark politisk ställning för att nå. Mot slutet av frihetstiden var de den drivande kraften i riksdagen.
I det Polska tronföljdskriget 1733–1738 stödde Sverige Stanisław I Leszczyński mot August III.

## Gustavianska tiden (1772–1809)

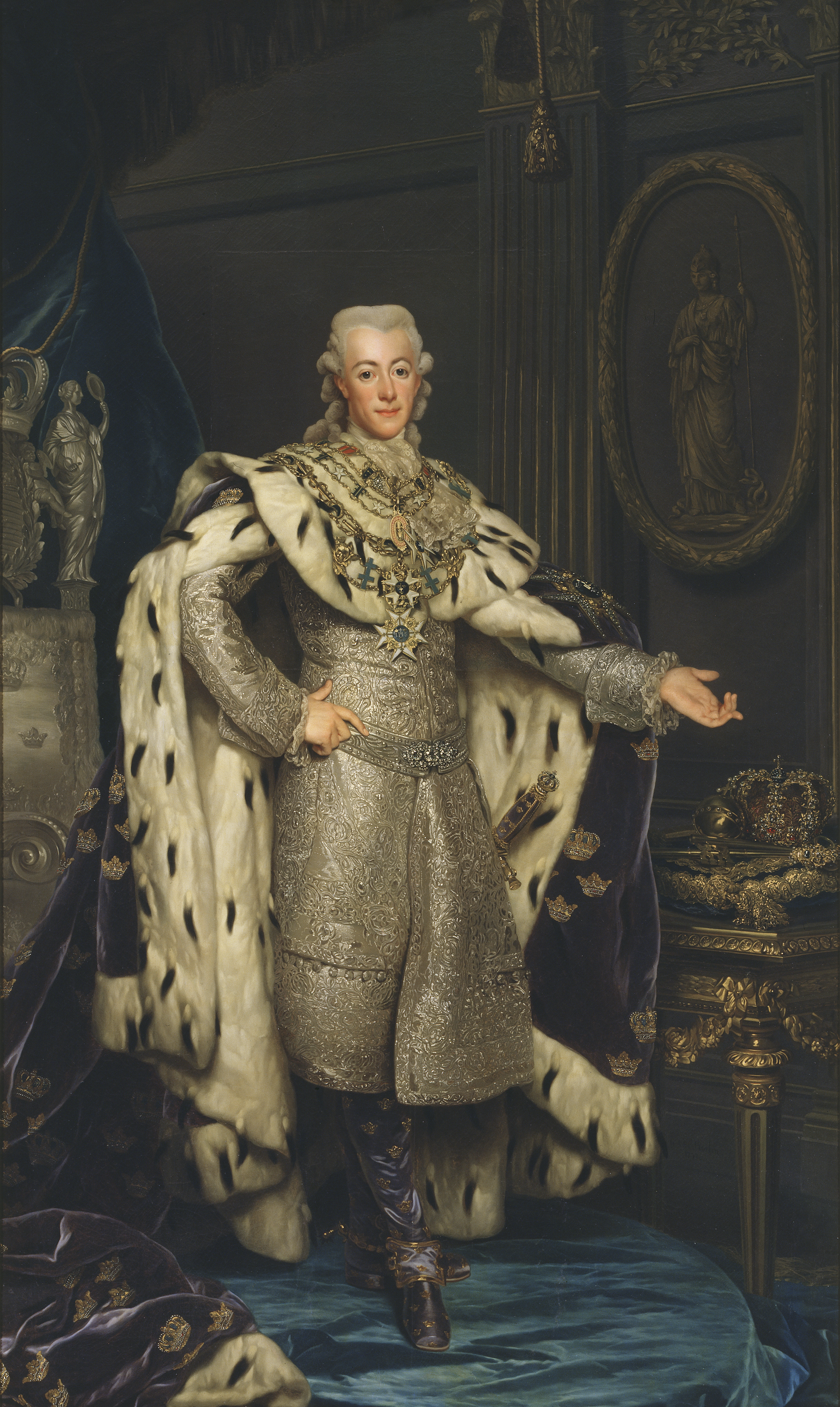
Gustav III.

Den nya kungen Gustav III besteg tronen år 1771. Kungaämbetet hade vid den tidpunkten reducerats till mest representativa funktioner. Året därpå iscensatte kungen en statskupp för att återta sitt inflytande. Kuppen riktades mot riksdagen och tvingade fram den nya grundlagen från år 1772. Trots att författningsreformen var inspirerad av upplysningsideal och Montesquieus idéer om grundlagsskyddad maktdelning kom den att klart stärka kungens makt. Kungens argument – som var framgångsrikt – var att han stod över staten och de politiska tvisterna mellan partier och stånd. Lagstiftningsrätten delades mellan kung och riksdag men rättskipning och förvaltning hamnade utanför riksdagens inflytande och underordnades regeringen. Regeringen leddes i sin tur av kungen. Statskuppen och grundlagsreformerna gav Rysslands kejsarinna Katarina II en ursäkt för att starta ett krig mot Sverige. Kriget kunde dock avvärjas efter stöd från Frankrike, ett land kungen såg som ett föredöme för Sverige.
År 1770 hade det nuvarande Sverige omkring 2 040 000 invånare.
Gustav III stödde sig till en början på adeln och kom att bedriva en politik som var ekonomiskt sparsam men i övrigt liberal. En rad reformer genomfördes, bland annat försökte kungen införa ett brännvinsmonopol. Flera sjukhus byggdes, distriktsläkare anställdes och de första kommunala fattighusen tillkom. Men Gustav III var särskilt intresserad av kulturlivet. Under 1786 grundade han den Svenska Akademien efter samma modell som den franska Académie Française. Han främjade konst och arkitektur och lät uppföra ett nytt operahus i Stockholm. Under denna tid utvecklades en unik svensk formgivningsstil inom inredning, möbelsnickeri och silversmide, den gustavianska stilen.
För den politiska oppositionen rådde svåra tider. Den nyligen vunna tryckfriheten hade avskaffats med den nya grundlagen. Varken politik eller statskyrka och religion fick diskuteras fritt längre. År 1774 återinfördes viss tryckfrihet men Gustav III:s regeringsstil kom trots detta att bli allt mer auktoritär. Efter att ha berövats mycket inflytande vid riksdagen år 1786 vände sig adeln mot kungen. Då valde Gustav III att föra in landet i ett krig mot Ryssland (1788–1790) med syftet att stärka sin inrikespolitiska ställning. Ur missnöje med kriget uppstod ett myteri bestående av flera hundra militärer, mest aristokratiska officerare, vid fronten i Finland. Gustav III förstod att utnyttja myteriet till sin fördel och mot adeln. Den uppblossande rojalismen inom de icke-adliga stånden blev grunden till att införa Förenings- och säkerhetsakten, en absolutistisk regeringsform. De gällande adelsprivilegierna kom att till stor del tas bort. Adelns oppositionen mot kungen fortsatte dock att verka i det fördolda. Under en maskeradbal år 1792 begicks ett mordförsök mot kungen med pistol. Kung Gustav III avled av skadorna 8 dagar senare.
Eftersom tronföljaren Gustav IV Adolf vid faderns död inte var myndig kom landet under tiden fram till hans 18-årsdag att styras av en förmyndarregering under Gustav Adolf Reuterholms ledning, vilken till en början återställde några av de friheter som Gustav III dragit in men med tiden blev allt mer reaktionär.
Gustav IV Adolfs regeringstid kom att präglas av efterdyningarna till den franska revolutionen: det inhemska motståndet växte sig starkare, samtidigt som Napoleon I tog makten i Frankrike. Gustav Adolf motarbetade Napoleon konsekvent. Till följd av detta tvingades Sverige in i Napoleonkrigen och i det finska kriget. År 1808 tvingade Napoleon dels sin bundsförvant Danmark-Norge att förklara krig mot Sverige, dels hade han även lyckats avtala med Ryssland att göra samma sak. Ryssland anföll över den finska gränsen samma år. Tvåfrontskriget blev förödande för Sverige och ledde till förlusten av hela den östra rikshalvan.
Till följd av krigsnederlagen och en allt starkare liberal opposition mot styret beslöt en grupp höga officerare och ämbetsmän att göra uppror mot kungen. Sammansvärjningen, ledd av militären och författaren Georg Adlersparre, genomförde Statskuppen 1809 varvid Gustav Adolf avsattes och ersattes med sin farbror Karl XIII.
År 1810 hade det nuvarande Sverige omkring 2,4 miljoner invånare.

## Unionstiden (1814–1905)
Vid den viktiga 1809 års riksdag, beslutades att Gustav IV Adolf och hans ättlingar inte skulle regera Sverige. I stället valdes hans farbror Karl XIII till kung, men först efter att en ny grundlag hade antagits av riksdagen. Den omfattade en ny successionsordning samt en ny regeringsform. Den nya konstitutionen byggde på idén om maktdelning, även om det ännu inte var möjligt att tala om ett parlamentariskt system. Kungen behöll fortfarande viss lagstiftande makt och ståndsuppdelningen av riksdagen förblev. Men de grundläggande medborgerliga fri- och rättigheterna var nu definierade i grundlagen.

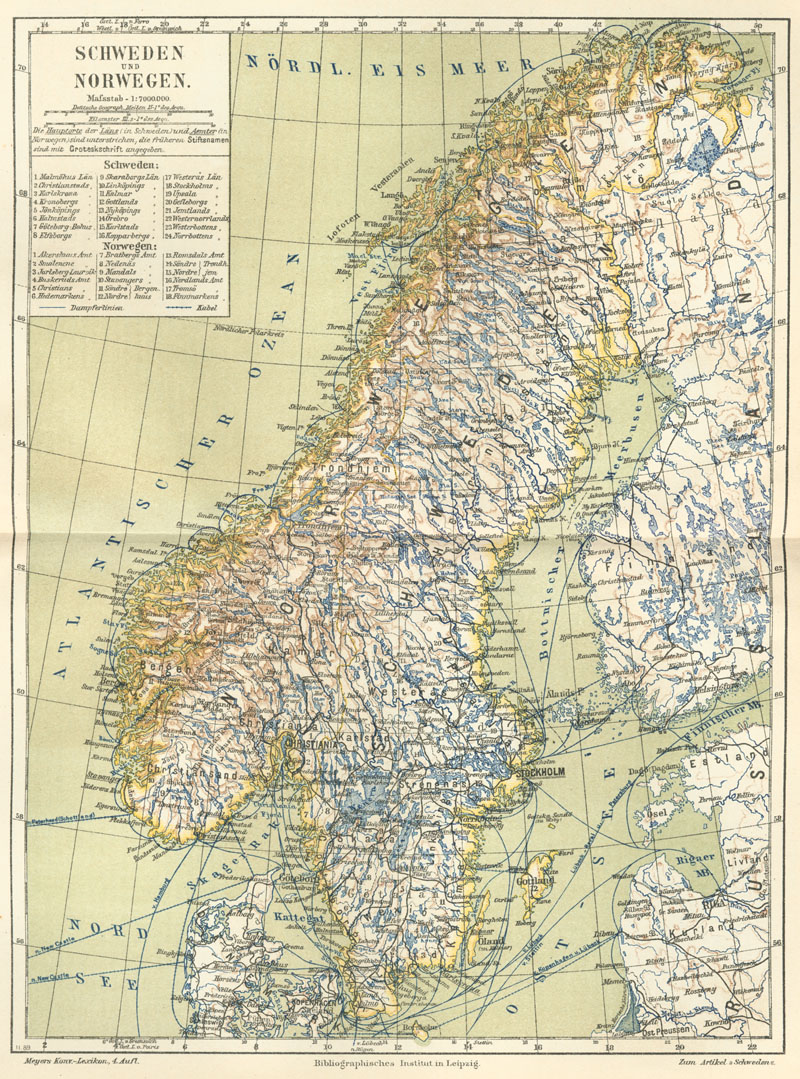
Sverige och Norge till år 1888.

Eftersom Karl XIII var gammal och blev utan arvingar, blev det nödvändigt att välja en tronarvinge. I augusti valdes den danske prinsen Kristian, men han dog år 1810 i en ridolycka. I det efterföljande valet kom slutligen Jean Baptiste Bernadotte, en fransk marskalk, att väljas till tronen. På hösten samma år kom han till Sverige, konverterade till den protestantiska tron, adopterades av Karl XIII och tog namnet kronprins Karl Johan. Kung blev han från år 1818, efter att Karl XIII avlidit.

Den svenska unionsflaggan 1844–1905.

Napoleonkrigen fortsatte att påverka Sverige. Sedan 1807 hade Napoleon olagligt ockuperat Svenska Pommern som en del i sin ryska kampanj. Utvecklingen fick kronprins Karl Johan att inleda sin regering med en fullständig omorientering av utrikespolitiken; han vände sig från Frankrike. Sverige tog därefter del i alliansen mot Napoleon och kom att vända sig mot Napoleons bundsförvant Danmark. Vid freden i Kiel år 1814 tvingades Danmark avstå hela Norge till Sverige i utbyte mot Svenska Pommern. Då Norge därefter förklarade sig självständigt, tvingades Karl XIV Johan till en kort och i stort sett oblodig expedition i Norge. Därvid grundades den Svensk-norska unionen, med gemensamt kungahus och gemensam utrikespolitik. Efter detta sista krig förde Karl Johan en konsekvent politik för fred, som lade grunden till den svenska neutralitetspolitiken.

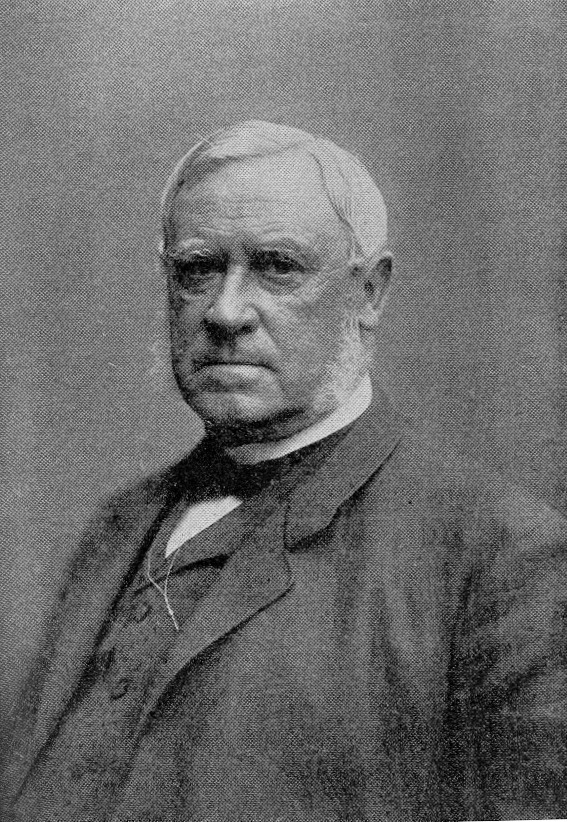
Politikern Louis De Geer d.ä. införde många reformer.

Napoleonkrigen hade drabbat Sveriges ekonomi hårt, vilket lett till ekonomisk stagnation och djupa kriser. Sverige var under första hälften av 1800-talet en jordbruksekonomi. Men under samma sekel inleddes industrialiseringen. De stora reformerna ägde rum i jordbrukssektorn. Omfattande jordreformer, skiften och andra förordningar förändrade både landsbygdens ekonomiska situation och dess kultur. I Bergslagen och andra områden som dominerades av stålverk och bergsbruk, orsakades konkurser till följd av ny teknik och konkurrens främst från Storbritannien. Ett stort infrastrukturprojekt var byggandet av Göta kanal, vilken band samman Östersjön med Kattegatt sjövägen. Med sjöfartens snabba teknikutveckling visade den sig dock vara föråldrad strax efter dess tillkomst.
Samtidigt upplevde Sverige en storhetstid på de kulturella och vetenskapliga områdena. År 1842 infördes obligatorisk skolgång genom folkskolestadgan. Stadgan lagstadgade alla kommuners skyldighet att upprätta skolor för kommunens barn. I praktiken gick dock nästan alla barn i skolan även före stadgans införande.[källa behövs]
Fattigvården var vid mitten av 1800-talet ofta organiserad genom rotegång. Varje gård inom en rote (ett sockendistrikt) fick hysa rotens fattighjon ett visst antal dagar. De rotehjon, som på detta vis drog från gård till gård, sades dygna och kallades dyngenjon. Rotegång förbjöds 1918, i samband med att de sista fattigstugorna blev ålderdomshem.
Produktivitetsökningar i jordbruket och förbättrad levnadsstandard ledde till kraftig befolkningstillväxt. Mellan år 1815 och 1850 ökade befolkningen från 2,5 till 3,5 miljoner. Befolkningsökningen skedde främst på landsbygden; år 1850 levde 90 procent av befolkningen fortfarande där, något som började skapa stora sociala problem. En lösning erbjöds i utvandring, främst till USA, något som tog fart omkring år 1840. Migrationen blev än mer omfattande efter 1860 och nådde sin kulmen 1880, för att avta nästan helt igen åren efter 1900. Under denna tid lämnade ungefär 1,2 miljoner utvandrare landet. Omkring 200 000 återvände igen, ofta med kapital och ny kunskap.
Liksom i övriga Europa utvecklades nationalism först på 1800-talet i Sverige, då en gemensam skandinavisk eller svensk identitet konstruerades av nationalromantikens skalder och göticismens historiker. Syftet var att skapa en gemensam överideologi som ersättning för lutherdomen och som kunde ena samhällskikt, landsdelar och trosuppfattningar.

### Från representationsreform till unionsupplösning

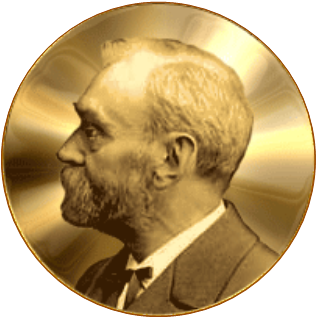
Kemisten Alfred Nobel uppfann dynamiten och grundade Nobelpriset.

Karl XIV Johan hade bedrivit en strikt konservativ inrikespolitik. Efter kungens död år 1844 öppnades därför nya möjligheter till reformer. Dessa kom att genomföras under kungen Oscar I och hans efterträdare Karl XV. Ekonomin liberaliserades och flera sociala reformer infördes, tillskyndade av bland andra Louis De Geer d.ä.. I en större konstitutionell reform åren 1865–1866, representationsreformen, ersattes den gamla ståndsriksdagen med en tvåkammarriksdag. Den nya riksdagen bestod av 315 ledamöter och sammanträdde varje år. Båda kamrarna hade vetorätt. Den andra kammaren med 190 ledamöter valdes i allmänna val där dock endast män fick rösta. Totalt fick omkring 20 procent av den manliga befolkningen rösträtt. Den första kammaren utsågs i indirekta val och var tydligt aristokratiskt präglad. Stora politiska strider under det senare 1800-talet gällde försvarsfrågan, tullstriden, rösträttsfrågan liksom den svensk-norska unionen.
Under 1870 började ett större genombrott i industrialiseringen. Utbyggnaden av järnvägsnätet och ny teknik i stålproduktionen ledde till utnyttjandet av nya järnfyndigheter i Norrland. Samtidigt upplevde skogssektorn en stark tillväxt och det utvecklades en betydande pappers- och massaindustrin. Nya uppfinningar ledde till grundandet av en rad företag inom verkstadsindustrin, t.ex. LM Ericsson, Asea, Bofors, SKF liksom Alfred Nobels företag Nitroglycerin Aktiebolaget. Samtidigt genomgick dock jordbruket en allvarlig kris.
Den andra hälften av 1800-talet såg en omfattande omställning till det nya industrisamhället. Befolkningen fortsatte att öka mycket snabbt: från 3,5 miljoner år 1850 till 5,1 miljoner 1900. Under denna tid grundades de många folkrörelserna: de frireligiösa väckelserörelserna, nykterhetsrörelsen och arbetarrörelsen. Dessa nya institutioner kom att få mycket stor politisk betydelse i Sverige under lång tid framöver, inte minst grundandet av partiet Socialdemokraterna år 1889. Större delen av befolkningen hade ännu inte rätt att rösta men krav på rösträttsreformer blev allt högre mot seklets slut. Sociala kritiker som författaren August Strindberg fick stor betydelse i och med en explosion i tidningsläsandet.
I utrikespolitiken kom Oscar IIs trontillträde år 1872 att innebära en övergång från den traditionella vänskapen med Frankrike till en tydligare vändning mot Tyskland. Detta återspeglades såväl i militära frågor som i ekonomi, vetenskap och i kulturlivet. Den svåraste politiska problemet var sedan länge relationerna med Norge, som undan för undan blev alltmer inriktat på nationellt självstyre. De norska självständighetsambitionerna ledde slutligen till unionskrisen och unionens upplösning år 1905.

## Demokratins genombrott (1905–1920)
Den rösträttsrörelse som uppstod på 1880-talet företräddes av socialdemokraterna och liberalerna. Införandet av obligatorisk militärtjänst var ett starkt argumentet och sammanfattades i slagordet "En man, en röst, ett gevär". År 1907 infördes slutligen allmän rösträtt för alla män (med vissa begränsningar) till riksdagens andra kammare.Klassmotsättningarna var emellertid stora och generalstrejken år 1909 fördjupade klyftan mellan socialdemokrater och liberaler eller konservativa. Den viktigaste inrikespolitiska frågan var försvarsfrågan. När den liberala regeringen Staaff genomdrev minskade kostnader för försvaret till förmån för social reformpolitik, uppstod en allvarlig konfrontation med de konservativa. Även kungen Gustaf V tog öppet ställning i försvarsfrågan, vilket orsakade en konstitutionell kris: Borggårdskrisen. Händelsen brukar allmänt betraktas som det svenska kungaämbetets sista försök till konkret maktutövande.[källa behövs]
Skriftspråket förenklades vid stavningsreformen 1906.[källa behövs]

### Första världskriget
Efter det första världskrigets utbrott valde oppositionen att stödja den nya regeringen. Landet förklarade sig neutralt, men önskade stimulera handeln främst med Tyskland, vilket ledde till en begränsad blockad av Ententen. Blockaden tillsammans med export av livsmedel orsakade livsmedelsbrist. Hungersnöd bröt ut, och även inom politiken inträdde en radikalisering. Socialistiska framgångar i valet till andra kammaren 1917 ledde till att en liberal-socialistisk koalitionsregering bildades, vilket blev ännu ett viktigt steg på vägen mot demokratisering.[källa behövs]
Under påverkan av det tyska nederlaget, samt från rösträttsreformer och revolutionära stämningar runt om i Europa, genomfördes en ny valreform. Så kallad allmän och lika rösträtt för alla, inklusive kvinnor, infördes slutligen år 1919. Fortfarande var dock vissa grupper undantagna rösträtten, såsom socialbidragstagare. 1921 fick kvinnor för första gången delta i ett riksdagsval och var även valbara till riksdagen. Sveriges första kvinnliga riksdagsledamot blev Kerstin Hesselgren (frisinnad vilde, sedan Liberala samlingspartiet) som valdes in i den första kammaren för Göteborgs stadsvalkrets 1922.

## Mellankrigstid och andra världskrig (1920–1945)

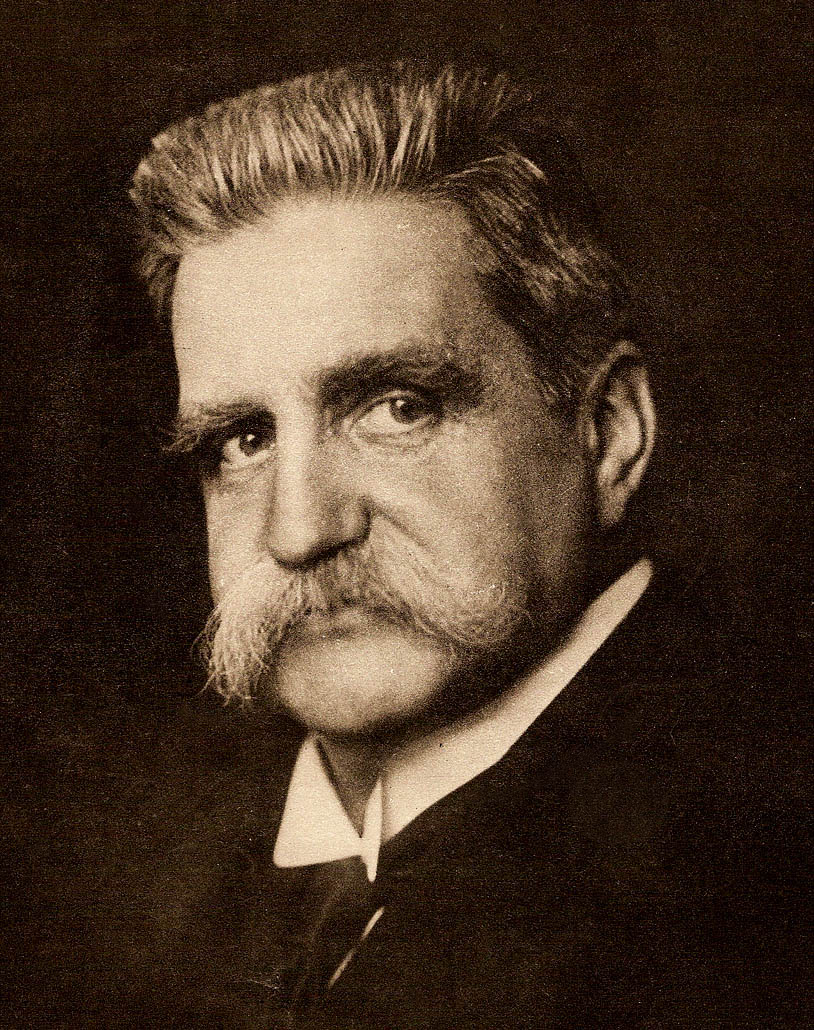
Socialdemokraten Hjalmar Branting var statsminister i flera omgångar.

De första valen med de nya rösträttsreglerna ägde rum år 1921. En ny regering bildades med socialdemokraten Hjalmar Branting som statsminister. Demografiskt fortsatte Sverige att präglas av folkökning liksom av inflyttning från landsorten till städerna. Från år 1917 ökade befolkningen med 1 miljon till 6,8 miljoner invånare år 1947. Stockholms befolkning växte oerhört snabbt. Bostadsbrist i städerna var ett svårt problem, liksom arbetslöshet. Politiskt var tiden mycket turbulent med korta och skiftande regeringsinnehav. Grundlagen och politikens spelregler fortsatte att förändras snabbt. De första reformerna som syftade till att skapa en välfärdsstat infördes.

### Andra världskriget
Under andra världskriget (1939–1945) försökte och lyckades Sverige hålla sig utanför striderna. Det är flera faktorer som framförts som skäl till att Sverige lyckades med detta. Bland dessa kan framhållas krigshändelsernas allmänna förlopp, Sveriges historiska förmåga att hålla sig neutralt vid internationella konflikter, den svenska upprustningen samt de eftergifter Sverige gjorde gentemot den nazistiska regimen i Tyskland (till exempel gällande transporter av militär genom landet). Under kriget uppstod en brist på många viktiga importvaror och därför infördes ett system med ransoneringskort. De flesta livsmedel ransonerades liksom även bensin, ved med mera. För att kompensera för bristen på bensin byggdes också många fordon om för att kunna drivas av gengas.
Under kriget skapades också beredskapssymbolen "En svensk tiger", med syftet att inskärpa vikten av att inte yppa något till obehöriga om åtgärder som vidtogs i beredskapshänseende. För att stärka befolkningens motståndsanda gjordes under krigsperioden också ett flertal patriotiska beredskapsfilmer. En av de mest kända är Rid i natt, av Gustaf Molander. Efter kriget sände Sverige omkring en miljard svenska kronor i bistånd till grannländerna för att hjälpa dem att hämta sig från förstörelse som orsakats under kriget.[källa behövs]

## Efterkrigstiden

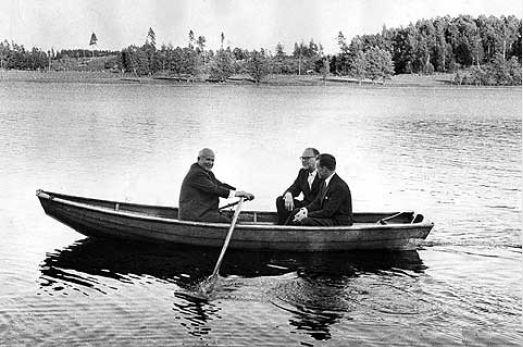
Statsminister Tage Erlander tar emot Nikita Chrusjtjov vid Harpsund.

Efterkrigstiden inleddes i och med andra världskriget avslutande år 1945. Under andra världskriget hade Sverige till viss del återgått till ett jordbrukssamhälle med självförsörjning, men efter kriget tog urbaniseringen och glesbygdsavfolkningen fart igen. Sverige var före andra världskriget främst ett utvandrarland, bland annat migrerade många svenskar till Nordamerika, men trenden vände under och efter andra världskriget, först i och med att man tog emot krigsflyktingar, bland annat från Baltikum, och krigsbarn från Finland. Från slutet av 1940-talet kom även arbetskraftsinvandring. Fram till 1950-talet var Sveriges befolkning mycket etniskt homogen i jämförelse med andra industrialiserade länder. Det fanns några inhemska minoriteter som samer, romer, resande, kväner och ett mindre antal sverigefinnar. Från andra halvan av 1950-talet och framåt kom omfattande arbetskraftsinvandring framför allt från länder som Finland, Italien, Jugoslavien, Grekland och Turkiet.[källa behövs]

### Litteratur, kultur och media

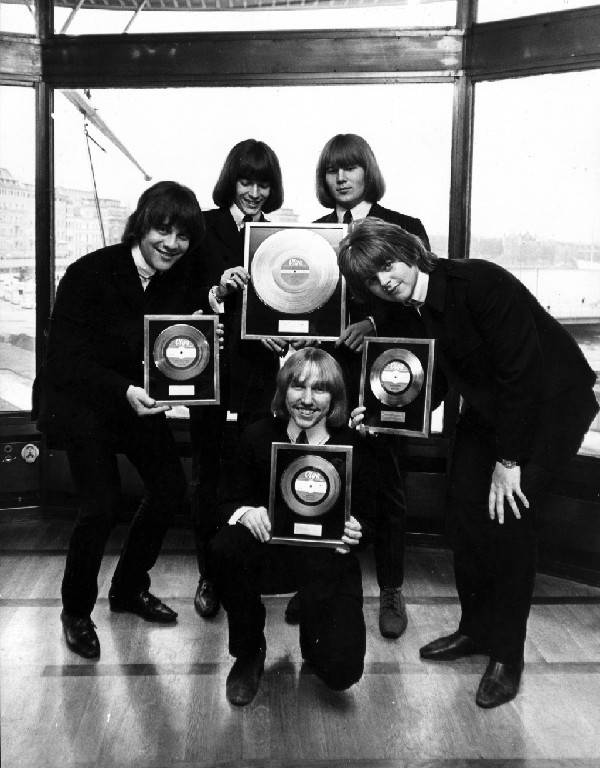
Hep Stars.

## Nutid

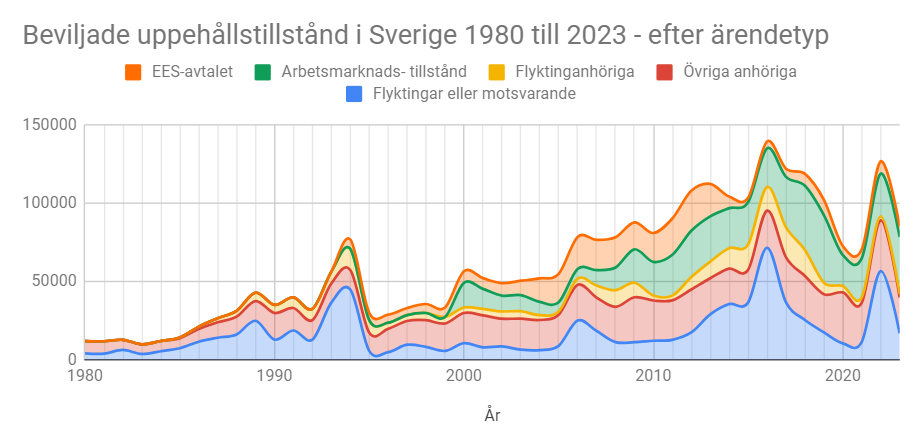
Antal beviljade uppehållstillstånd i Sverige sedan 1980 för olika ärendeslag.

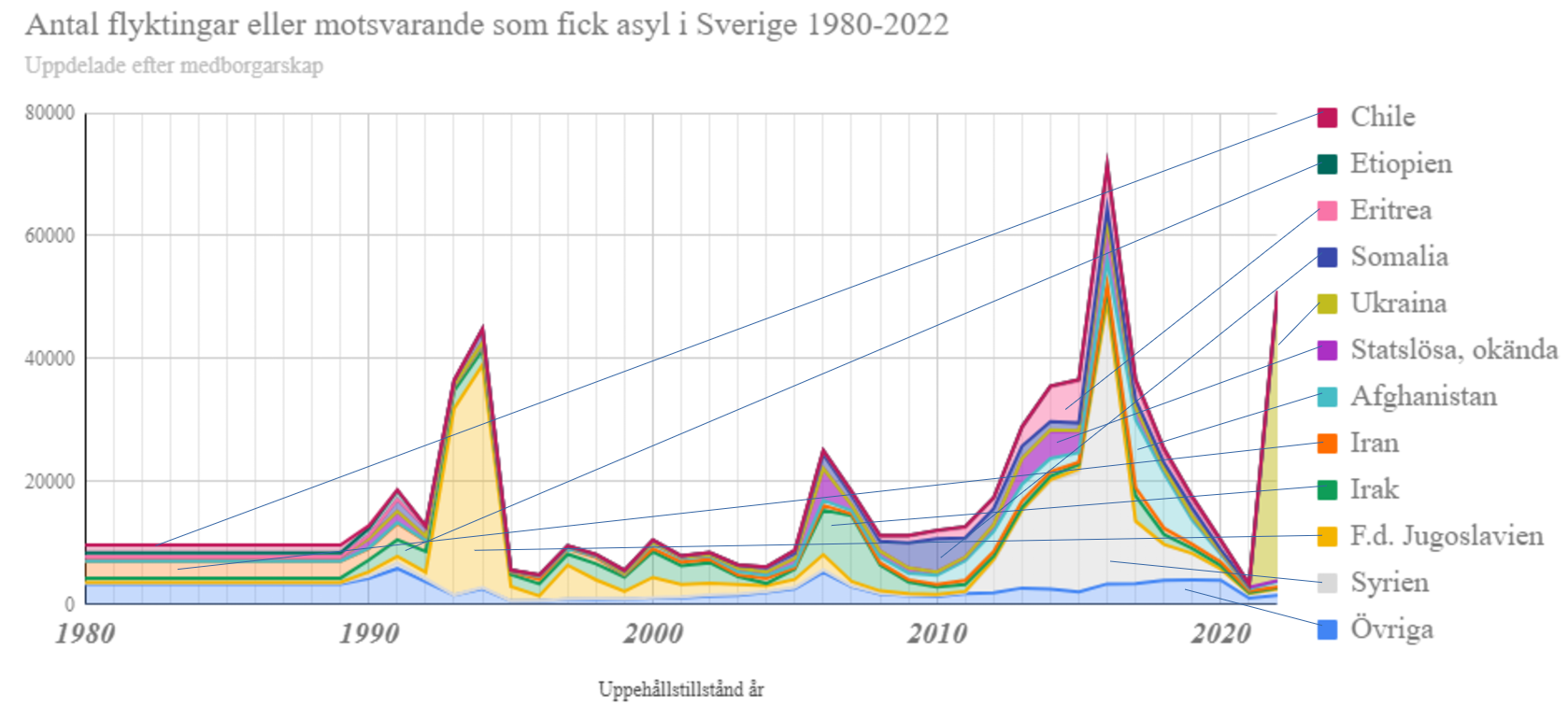
Antal flyktingar och motsvarande per år som beviljades asyl i Sverige per år sedan 1980 och deras vanligaste medborgarskap. Perioden 1980–1989 har utjämnats till dess tidsmedelvärden.

## Bilder

Sveriges BNP/capita år 1000–2006 i jämförelse.
Sveriges folkmängd (grå), födda (grön, höger skala) och döda (ljusröd, höger skala) Åren 1749–2007.
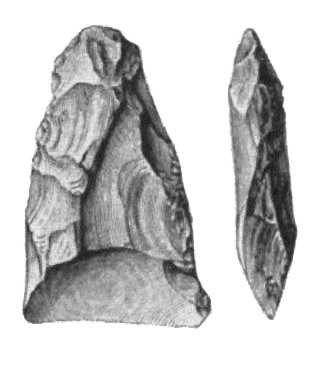
En mesolitisk skivyxa från Östergötland.
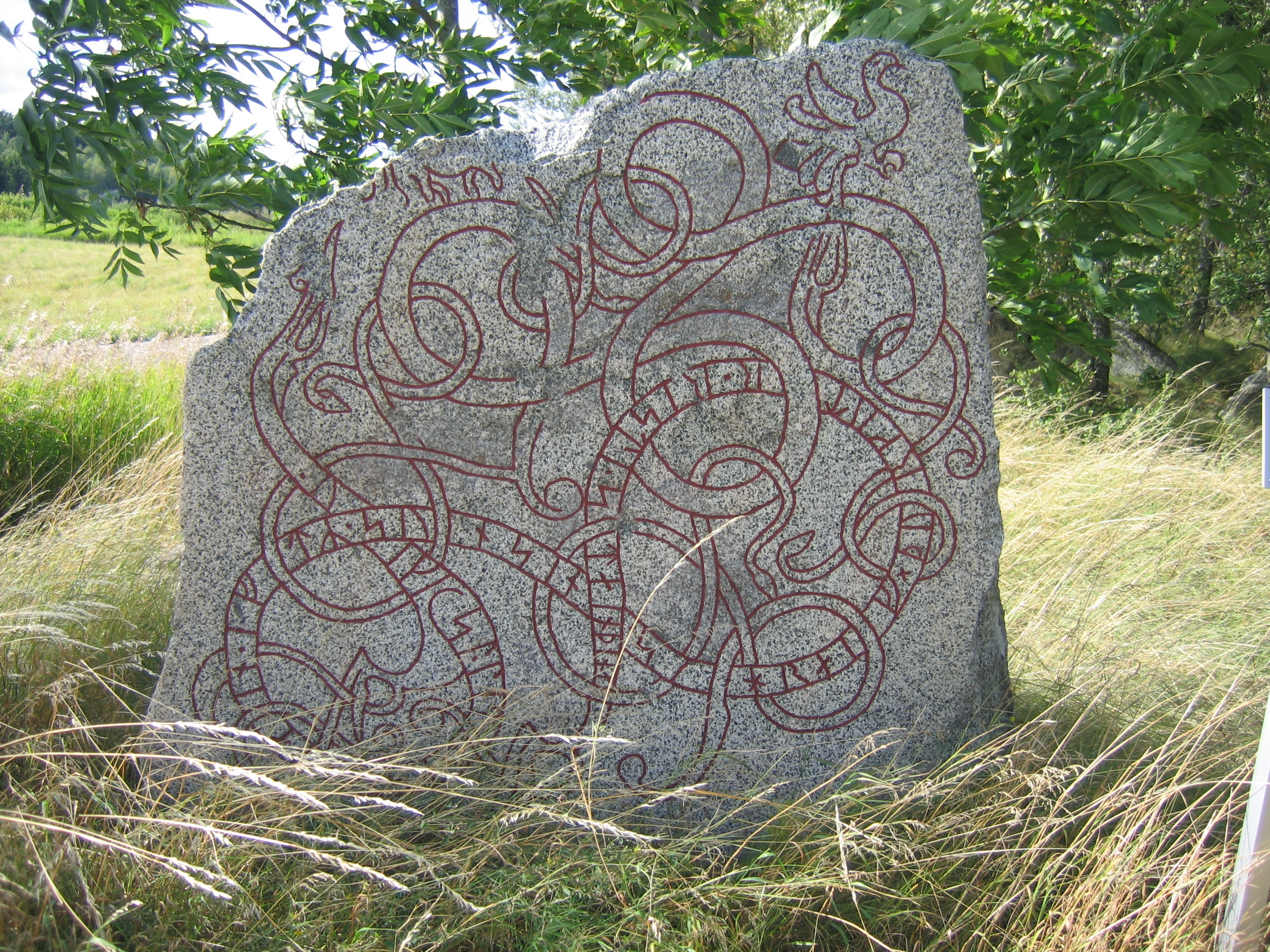
Runsten i Hårby i Uppland (U 746). Landskapet är världens runstenstätaste område.
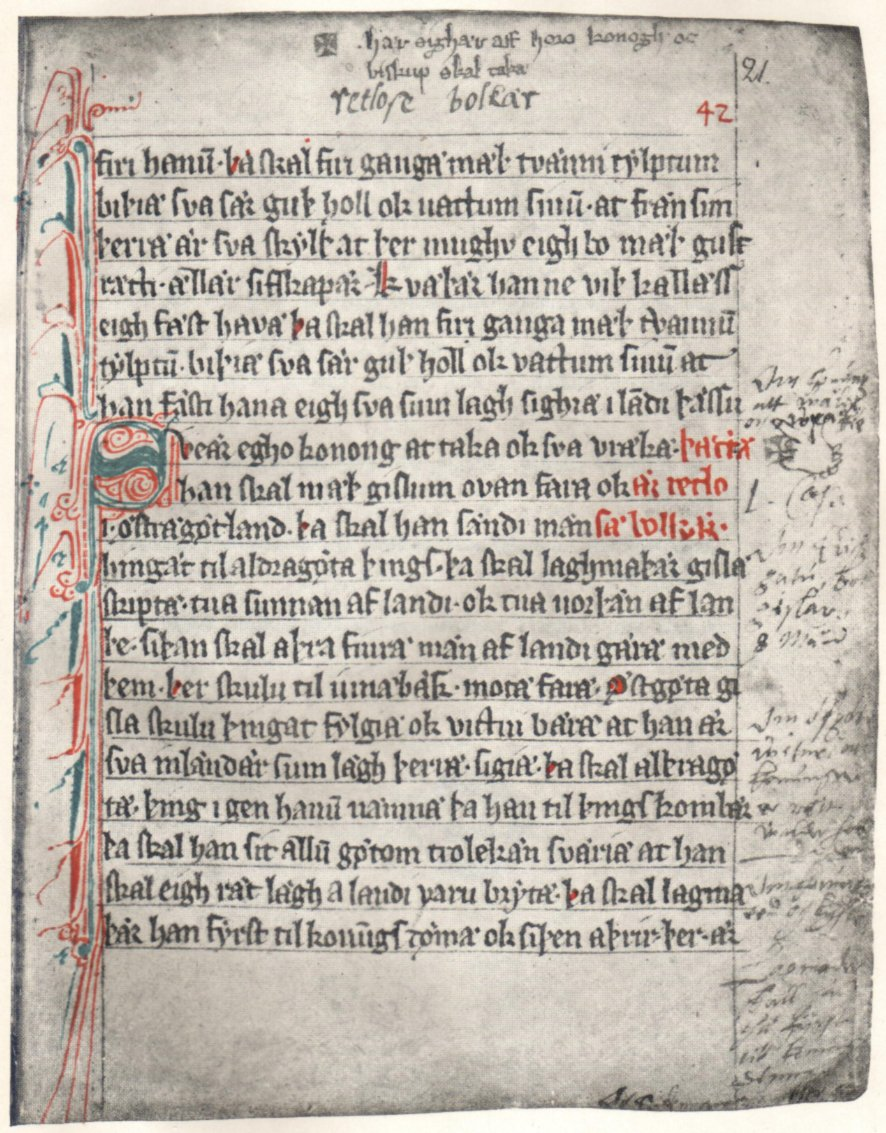
Västgötalagen, en landskapslag, är den äldsta större sammanhängande skriften på svenska. På detta uppslag står bl.a: Svearna äga taga konung och likaså vräka.
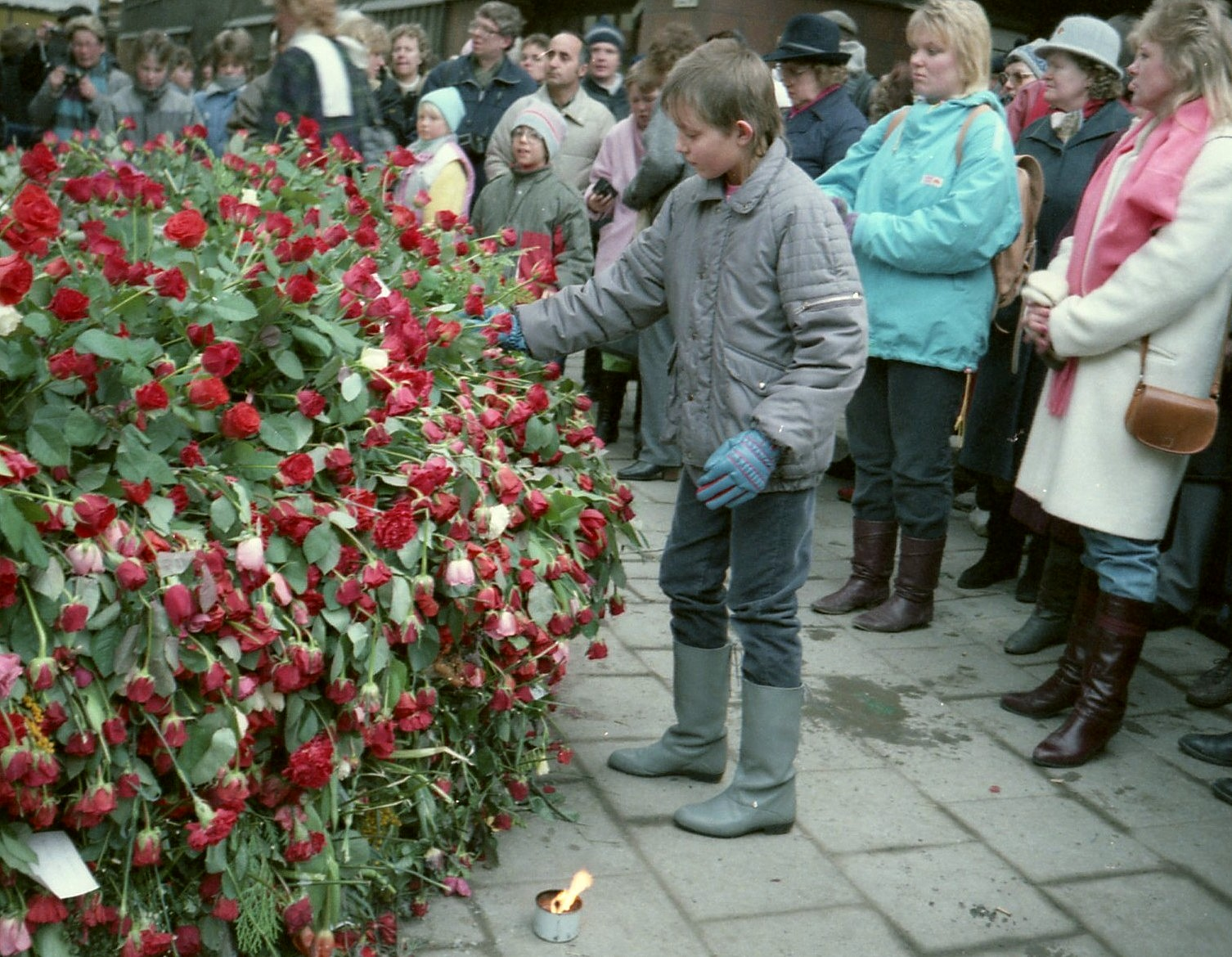
Palmemordet.